# A Római Köztársaság törvényei
A Római Köztársaság, vagy ahogy Augustus hatalomra kerülését követően maguk a rómaiak nevezték, a Libera Res Publica története, nehezen érthető meg alaptörvényei, vagy ahogy ma hívjuk, alkotmánya nélkül. A rómaiak magát az alkotmány szót, legalábbis a mi mai fogalmaink szerint, nem ismerték, talán a latin constitutio szó áll ehhez a kifejezéshez a legközelebb (gondoljunk például a lex Valeria dictator legibus scribendis et Rei Publica constituende causa-ra).
Ez a cikk nem hivatott arra, hogy a törvények történelmi hátterét, azaz az i. e. V-III. században dúló plebeius és patrícius küzdelmet; a III. századot követő nagyarányú területi expanziót, vagy az i. e. I. században dúló polgárháborúk és hatalmi harcok okait, és azoknak a törvényekre gyakorolt hatását vizsgálja. A cikknek továbbá nem célja, hogy a törvénykezés folyamatával, törvények elnevezésével (lex, leges, rogatio, consultum, edictum), illetve más közigazgatási és politikai fogalmakkal foglalkozzon. Helyette csupán a fennmaradt törvények és azok összefoglaló jellegű leírása kerül felsorolásra az annalisták által kiszínezett elbeszélésekből ismert VI. század végétől kezdve egészen a Köztársaság hanyatlásáig.

## I. e. VI. század

### I. e. 509 Lex Valeria de provocatione
Publius Valerius consul törvénye(?), melynek célja az volt, hogy eloszlassa a polgárokban azt a hitet, hogy vissza akarja állítani a monarchiát. A törvény egyik része alapozza meg a provocatio intézményét, azaz a római polgárok azon jogát, mely szerint a consulok által kiszabott halálbüntetés, vagy száműzetés ellen fellebbezzenek. A törvény másrészt kikötötte azt is, hogy bármely személy, akiről bebizonyosodik, hogy királyi hatalomra tör, azt teljes vagyonának elkobzására és halálbüntetésre kell ítélni. Valerius, a törvény népszerűsége miatt, későbbiekben elnyerte a Publicola (közösség barátja) cognoment.
„A legnépszerűbb ezek közül a törvények közül azok voltak, melyek megadták a jogot a polgároknak, hogy a magisztrátusok ítéletei ellen fellebbezzenek a római néphez, és az isteneknek ajándékozták azon személyek vagyonát és életét aki a királyi hatalom elérésére törekedtek” (Livius 2.8)

### I. e. 508-499 Lex Valeria de aerari
A római hagyomány szerint quaestores classici hivatal bevezetését előíró törvény. Az állam vagyonát kezelő és azért felelős quaestores classici fogalmát azonban nem szabad összekeverni a quaestores parricidi hivatalával, mely a királyság idején a bírósági eljárások vádlói feladatát látta el. A törvény részletei nem ismertek, de Plutarkhosz Publius Valerius Publicola nevéhez köti a bevezetését.

### I. e. 501 Lex de dictatore creando
A hagyomány szerint ez a törvény alapozta meg a dictatori hivatalt, melyet állami vészhelyzetek esetén senatus consultummal lehetett betölteni. A legendák szerint Titus Lartius Flavus jelölték ki először erre a tisztre, hogy leszámoljon a latin városok és az etruszkok Róma elleni szövetségével. (Dionysios 5.73, Livius 2.18.)

## I. e. V. század

### I. e. 494 Lex sacrata
A hagyományban a tribunus plebis hivatal létrehozását elrendelő törvény, melyet a plebs első kivonulásával (secessio plebis) kényszerített ki. Livius szerint az aedilis plebis magisztrátusi hivatalt is ekkor hozták létre. (Livius 2.33)

### I. e. 492 Lex Icilia de tribunis plebis
Spurius Icilius néptribunusnak tulajdonított törvény, mely megerősítette a tribunis plebis hivatal viselőinek sérthetetlenségét (sacrosanctitas), valamint pénzbüntetést szabott ki arra az esetre, ha a comitia populi gyűlésén a tribunust valaki beszéde közben megzavarta. Ha a bírság megfizetését valaki megtagadta, akkor azt teljes vagyonelvesztéssel és halállal lehetett büntetni. (Dionysios 7.17)

### I. e. 486 Rogatio Cassia agraria
Spurius Cassius Vecellinus consul által beterjesztett törvény, mely a herennicus törzstől elfoglalt földeket a plebs és a szövetségesek között osztotta volna szét. A szenátus és plebs azonban elutasította a törvény elfogadását a szövetségeseknek is szánt juttatások miatt. Végül áttételes módon ez okozhatta Cassius vesztét, mivel később azzal gyanúsították meg, hogy a királyi címre tör, és ennek következtében ki is végezték. (Livius 2.41)

### I. e. 481 Rogatio Licinia agraria
Spurius Licinius néptribunus által sikertelenül beterjesztett törvény a földek szétosztására vonatkozóan. A plebs a törvény elfogadását újabb secessiojával és a fegyveres szolgálat megtagadásával akarta kikényszeríteni, miközben Róma háborúban állt az aequusokkal és Veii városával. (Livius 2.43.)

### I. e. 480 Rogatio Pontificia agraria
Tiberius Pontificius néptribunus földtörvénye, melynek elfogadását a korábbiakhoz hasonlóan megakadályozták. Ő is a plebs katonai szolgálatának tömeges megtagadásával akarta kikényszeríteni a földosztást. (Livius 2.44)

### I. e. 479 Rogatio Fabia agraria
Caeso Fabius Vibulanus consul által beterjesztett földtörvény, melyben indítványozta a szenátusnak, hogy a plebs tagjai között osszák szét azokat a földeket, melyet Róma az adott időszak háborúi során szerzett. (Livius 2.48)

### I. e. 476 Rogatio Considia et Genucia agraria
Quintus Considius és Tiberius Genucius néptribunusok által beterjesztett, de a szenátusi érdekcsoportok által ismételten megakadályozott földtörvény. (Livius 2.52)

### I. e. 471 Lex Publilia Voleronis de tribunus plebis
Publilius Volera néptribunus által beterjesztett törvény, mely lehetővé tette, hogy a tribuni plebis tagjait ne comitia centuriata, hanem a comitia tributa válassza meg. Mivel a patriciusok korábban clienseiken keresztül manipulálni tudták a comitia centuriata döntéseit, így ez a törvény némileg megnyirbálta a patríciusok befolyását a néptribunusok megválasztására. (Livius 2.56) Dionysius szerint ekkor fogadták el azt a törvényt is, mely az aedilis plebis választását is a comitia tributára bízta. (Dionysius 9.45.5) A törvényhez tartozott valószínűleg az az intézkedés is, mely a néptribunusok számát kettőről ötre növelte. (Livius 2.57, 2.58). Livius szerint a megválasztott tribunis plebii száma i. e. 457-ben érte el a Köztársaság korában megszokott tízes létszámot. (Livius 3.30)

### I. e. 467 Rogatio Aemilia agraria
Titus Aemilius Mamercus consul által beterjesztett, földosztást célzó törvény, melynek elfogadását a korábbiakhoz hasonlóan megakadályozták az ellenérdekelt politikai csoportok.

### I. e. 467 Rogatio Aemilia et Fabia agraria
Titus Aemilius fent említett sikertelenül beterjesztett törvényjavaslatát követően mindkét consul, azaz Titus Aemilius és Quintus Fabius Vibulanus beterjesztette a földtörvény átdolgozott változatát, mely szerint római coloniát alapítottak és földeket osztottak volna Antium közelében. A törvény a szenátori támogatás ellenére a plebs érdektelensége miatt megbukott.

### I. e. 462 Rogatio Terentilia
Caius Terentilius Harsa néptribunus által előterjesztett törvény, mely öt főből álló bizottságot jelölt ki arra a feladatra, hogy megvizsgálják a consulok hatalmára vonatkozó törvényeket, illetve terjesszenek elő javaslatot olyan törvényekre, melyek a consulok imperiumát szabályozzák. Livius szerint ennek a vizsgálatnak a következményei csapódnak le a tizenkét táblás törvényekben megfogalmazottakban is. (Livius 3.9 – 10.32)

### I. e. 456 Lex Icilia de Aventino publicando
Lucius Icilius néptribunus által hozatott törvény, mely az Aventinuson lévő földeket osztotta szét a plebeiusok között. Livius azt sugallja, hogy a törvény elfogadása egyfajta engedmény volt a patríciusok részéről, mivel azok ki akarták zárni a plebeiusokat abból a tíztagú testületből (decemviri), mely a tizenkét táblás törvényeket megfogalmazta. (Livius 3.31, 32, Dionysius 10.32)

### I. e. 454 Lex Aternia et Tarpeia de multis
Spurius Tarpeius Montanus Capitolinus és Aulus Aternius Varus Fontinalis consulok által beterjesztett törvény, mely lehetővé tette a magisztrátusok számára, hogy pénzbüntetéssel sújtsák azokat a polgárokat, akik ellenállnak intézkedéseiknek. A büntetésként kiszabott összeg a fennmaradt forrásokban nagy változatosságot mutat. (Cicero De Republica II. 35., Dionysius 10.50., Gellius 11.1.4.)

### I. e. 450 Duodecim Tabularum
Az első hivatalos kodifikációja a római magán és közjognak. A létrehozását kezdeményező ie. 462-es törvény (Rogatio Terentilia) következményeként felállították a decemviri legibus scribendis nevű testületet, hogy összegyűjtse és megfogalmazza ezeket a törvényeket. Az első tíz táblát ie. 450-ben készítették el, majd a következő kettőt egy évvel később. A táblák tartalma, a bennük található törvények általánosított megadásával a következő:
Tabularum I (polgári peres eljárások)
Tabularum II (polgári peres eljárások)
Tabularum III (adósság)
Tabularum IV (szülők és gyermekek)
Tabularum V (örökösödési jog)
Tabularium VI (tulajdonjog)
Tabularium VII (ingatlan tulajdonjog)
Tabularium VIII (magántulajdonban okozott károk)
Tabularium IX (alap „alkotmány”)
Tabularium X (temetkezési törvények)
Tabularium XI (házasság: plebeius és patricius házasság tiltása)
Tabularium XII (bűncselekmények)
Bővebben lásd a Tizenkét táblás törvények szócikket.

### I. e. 449 Lex Duilia de provocatione
Marcus Diulius néptribunus által beterjesztett törvény, mely megkorbácsolással és lefejezéssel büntette azt, akik a plebset tribunusok nélkül hagyja, vagy aki olyan magistartusi hivatalt állít fel, melynek határozata ellen nem lehet fellebbezni a néphez. (Livius 3.55)

### I. e. 449 Lex Valeria et Horatia de plebisticum (de tribunucia potestate)
Lucius Valerius Potitus és Marcus Horatius Barbatus consulok (vagy decemvirek) által előterjesztett törvények, mely a második plebeius secessiora reflektálva pontosabban meghatározták a tribunusi jogköröket. A törvény előírta, hogy a comitia tributa által elfogadott plebisticumok megerősítéséhez az auctoritas patrum, azaz a szenátus jóváhagyása is szükséges, alávetve ilyenképp a polgárok által hozott határozatokat a szenátus vagy valószínűleg inkább a comitia curiata jóváhagyásának. Később a leges Publiliae (ie. 339), majd a lex Hortensia (ie. 287) átfogalmazta illetve eltörölte ezt az eljárást. (Livius 3.55, 67)

### I. e. 449 Lex Valeria et Horatia de provocatione
Megerősítette a provocatio, azaz a magisztrátus által kiszabott halálbüntetés ellen való fellebbezés jogát, valamint a tribunii plebis törvény által biztosított szakrális sérthetetlenségét (sacrosantitas). (Livius 3.55, 67)

### I. e. 449 Lex Valeria et Horatia de aedilis
A Ceres templomában őrzött senatus consultumokat, illetve a consuli rendeleteket az aedilis plebis felügyeletére bízta. (Livius 3.55)

### I. e. 448 Lex Trebonia de tribunis plebis
Lucius Trebonius néptribunus által előterjesztett törvény, mely elrendelte, a néptribunusok megválasztása idején a comitia tributat addig nem lehet feloszlatni, míg mind a tíz tribunus plebist meg nem választják. (Livius 3.65, 5.10)

### I. e. 445 Lex Canueia de conubio patrum et plebis
Caius Canuleius néptribunus által indítványozott törvény, mely lehetővé tette a duodecim tabularum XI által megtiltott patríciusok és plebeiusok közötti házasságot. (Livius 4.1) Canuleius javaslatot tett arra is, hogy a plebeiusok is jelöltethessék magukat consuloknak, de a patríciusok, hogy a törvény alkalmazását megakadályozzák, megváltoztatták a Köztársaság magisztrátusainak rendjét, és így 78 éven keresztül a körülményektől függően consulokat vagy hat consuli hatalmú katonai tribunust (tribuni militium cum consulari potestate) választottak az állam élére. (Livius 4.6-7)

### I. e. 441 Rogatio Poetilia agraria
Poetilius néptribunus kísérlete a földosztás törvénybeiktatására, de ennek a szenátus elé terjesztését, sok korábbi próbálkozáshoz hasonlóan, ő sem volt képes elérni. (Livius 4.12)

### I. e. 436 Rogatio Maelia agraria
Spurius Maelius néptribunus törvényjavaslata, melyet azon okból kísérelt meg elfogadtatni, hogy elkobozza az állam javára annak a Servilius Ahalanak a földjeit, aki egy másik Spurius Maelius nevű római polgárt végeztetett ki bírósági eljárás nélkül. (Livius 4.13-21)

### I. e. 434 Lex Aemilia de censoribus
Marcus Aemilius dictator törvénye, melyben 18 hónapra korlátozta a censorok hivatali idejét. (Livius 4.24)

### I. e. 432 Lex Pinaria et Furia et Postumia
Lucius Pinarius Mamercus, Lucius Furius Medullius és Spurius Postumius Albus néptribunusok által beterjesztett törvény, mely megtiltotta a választások során a toga canditata kifehérítését.
„Ma számunkra már érdektelennek és lényegtelennek tűnhet ez a kérdés, akkoriban mégis nagy konfliktust váltott ki a patríciusok és a plebeiusok között.” (Livius 4.25)

### I. e. 430 Lex Iulia et Papiria de multarum aestimatione
Caius Papirius Crassus és Lucius Iulius Iullus consulok által hozott törvény, mely szabályozta a büntetésként kiszabható összegek nagyságát. (Livius 4.30., Cicero De Republica II.60)

### I. e. 421 Rogatio agraria
Livius 4.43. szövegrészben fennmaradt földosztásra és kolóniák alapítására vonatkozó, ismeretlen személy vagy személyek által beterjesztett törvény. A katonák zsoldjának megemelését is említi, melyet az ager publicus bérlőire kivetett adóból finanszíroztak. Livius szerint ugyanebben az évben, Numerius Fabius Vibulanus és Titus Quintus Capitolinus Barbatus consulsága idején, fogadták el azt az ismeretlen nevű törvényt is, mely a quaestorok számát kettőről négyre emelte és egyben lehetőséget adott a plebeiusoknak is a hivatal betöltésére.

### I. e. 420 Rogatio agraria
Meghiúsult agrártörvény, melyet azon másodlagos céllal terjesztettek elő, hogy bíróság elé állítsák azt az Aulus Sempronius Atratinus consuli hatalmú katonai tribunust (tribunus militum), aki megakadályozni próbálta, hogy a plebeiusok is viselhessenek magasabb magisztrátusi hivatalokat. (Livius 4.44)

### I. e. 418 Lex agraria de Labici
Lucius Sergius Fidenas, Marcus Papirius Mugillanus és Caius Servilius Axilla consuli hatalmú katonai tribunusok évében, Quintus Servilius Priscus dictatorságát követően, a szenátus határozatott hozott abban a tárgyban, hogy 1500 polgárt telepítenek át az ebben az időben meghódított Labici területeken alapítandó kolóniába, valamint itt mindegyikük részére 2 iugerumnyi földet is kiosztanak. (Livius 4.47)

### I. e. 416 Rogatio Maecilia et Metilia agraria
Spurius Maecilius és Marcus Metilius néptribunusok kreatív de egyben veszélyes kísérlete a földosztás kiharcolására.
„Egy szabályozást terjesztettek elő, mely az ellenségtől szerzett földeket szétosztotta volna a polgárok között. Ha a törvényt elfogadták volna a nobilitas nagy részének vagyonát el kellett volna kobozni a végrehajtás okán, hiszen magát a várost is idegen területen alapították, és nemigen volt az állam tulajdonában olyan föld, melyet nem erővel szereztek volna meg ellenségeiktől, és olyan sem, mely eladás vagy átruházás által magántulajdonná vált volna, kivéve persze a plebeiusok birtokait” (Livius 4.48)

### I. e. 415 Rogatio Sextia agraria
Publius Cornelius Cossus, Caius Valerius Potitus, Quitus Quinctius Cincinnatus és Nigulus Fabius Vibulanus consuli hatalmú katonai tribunusok évében, Lucius Sextius néptribunus megkísérelt elfogadtatni egy törvényt, mellyel az ie 418-as Lex agraria de Labici-hez hasonló módon, kolóniát hozott alapított volna Bolae közelében. (Livius 4.49)

### I. e. 412 Rogatio Icilia agraria
Lucius Icilius néptribunus által beterjesztett, de el nem fogadott agrártörvény. Feltehetően valamilyen módon kapcsolódott a Bolae-i kolonizációhoz, illetve a patríciusoknak az ager publicus használatától való megfosztásához. (Livius 4.51)

### I. e. 410 Rogatio Maenia agraria
Marcus Maenenius néptribunus kísérlete a földosztás kikényszerítésére, melyet a plebeiusok közül besorozott katonák az aequsok és a volscusok ellen viselt háborúban való részvételének tömeges megtagadásával akart elérni. (Livius 4.53)

### I. e. 401 Rogatio Trebonia agraria
Cnaeus Trebonius néptribunus kísérlete a földosztás törvényre emelésére, azt követően, hogy bíróság elő állíttatta a consuli imperiummal bíró katonai tribunusokat, mivel a comitia szavazása nélkül választották meg a néptribunusokat. (Livius 5.10-11)

## IV. század

### I. e. 389 Lex de civitate agraria
Azoknak a Veii-i, Capenae-i és Fidenae-i lakosoknak római polgárjoggal felruházása, akik a Marcus Furius Camilius vezette etruszkok elleni háborúban a rómaiakhoz csatlakoztak. A megjutalmazottak között földet is osztottak szét. (Livius 6.4)

### I. e. 388 Rogatio agraria
Kísérlet a volsciscusoktól megszerzett Pomptine környéki földek szétosztására, ami azonban a plebs érdektelensége miatt nem emelkedett törvényerőre. (Livius 6.4-5)

### I. e. 367 Leges Licinia Sextia
Caius Licinius Solo és Lucius Sextius Sextinus Lateranus néptribunusok által kiharcolt törvények. Először ie. 375-ben próbálkoztak meg az elfogadtatásukkal, ám mivel ez sikertelen volt, öt évek keresztül megakadályozták, hogy a tribuni plebis és az aedilis plebis hivatalát betöltőkön kívül a comitian más magisztrátusokat is megválasszanak, ugyanakkor viszont elérték, hogy ugyanebben a periódusban saját hivatalukat minden éven való újraválasztásukkal megtarthassák. (Livius 6.35) A törvény a következő tárgyakban hozott intézkedéseket:
1. Visszaállította a consuli hivatalt és eltörölte a tribuni militium consulari potestate hivatalát, melyet még a lex Canuleia hozott létre. Továbbá Lucius Sextius Sextinus volt az első azok sorában, akik előterjesztették, hogy plebeiusok is jelöltethessék magukat consuloknak. Néhány tudós ezzel kapcsolatosan azt javasolja, hogy consul listákon található plebeius nevek vizsgálata adhatja meg arra a választ, hogy mikor is alkalmazták először ez utóbbi előterjesztést, ám némi zavart okoz az, hogy a consuli hatalmú katonai tribunusok nevei között is találhatunk plebeius származásra utaló neveket.
2. 500 iugerumban maximálta az egy személy által az ager publicusból birtokolható terület nagyságát, aminek nyilvánvaló célja a patríciusok gazdasági hatalmának korlátozása volt. (Livius 6.35) Valószínűleg ugyanezen okból a törvény korlátozta az államtól bérelt területeken tartható állatállomány számát is. Bár bizonyítékokkal kevésbé alátámasztott, de úgy tűnik, hogy a parlagon heverő földek egy részét fel is parcellázták a plebs tagjai között. (Varo de Rerum Rustica 1.2, Columella de Rerum Rustica 1.3.9.)
3. Megreformálta a plebeiusok adósságaira vonatkozó szabályokat. (Livius 6.36)
4. Létrehozta a praetor és az aedilis curulis hivatalát, melyeket ekkor még csak patríciusok tölthettek be. (Livius 6.42)

### I. e. 358 Lex Poetilia de ambitu
Caius Poetilius néptribunus által a választási korteskedéssel kapcsolatosan beterjesztett törvény. Lényegében megtiltotta a jelölteknek, hogy piaci napokon korteshadjáratot folytassanak, és így olyan alkalmakkor és helyeken kérhessék a polgárok szavazatait mikor azok nagy tömegben gyűlnek össze. Ez a törvény lényegében az egyre nagyobb politikai befolyással bíró gazdag plebeius homo novusok féken tartására szolgált, kiknek komoly előnye származott a városon kívüli szavazók támogatásából. (Livius 7.15)

### I. e. 357 Lex Manlia de vicesima manumissionum
Cnaeus Manlius Capitolinus Impressus consul törvénye, melyet eddig példa nélkül álló módon, a katonai táborban tartott tribusok szerinti szavazás során fogadtatott el. A törvény öt százalékos adót vetett ki a rabszolgák felszabadítására, amit a kimerült kincstárba ebből befolyó összegek miatt később a szenátus is megerősített. (Livius 7.16)

### I. e. 357 Lex (comita tributa)
A néptribunusok, a lex Manlia elfogadtatási módja ellen tiltakozva, főbenjáró bűnnek nyilvánították azt, ha a jövőben bárki nem a hagyománynak és a törvénynek megfelelő helyen hívja össze a comitia tributat. (Livius 7.16)

### I. e. 357 Lex Duilia et Memnenia de unciario fenora
Marcus Duilius és Lucius Menenius néptribunusok által beterjesztett törvény, mely a hitelekért felszámítható kamat nagyságát 8 1/3 százalékban határozta meg. (Livius 7.16)

### I. e. 342 Leges Genuciae
Lucius Genucius néptribunus által beterjesztett törvénycsomag, mely az alábbi intézkedéseket tartalmazta:
1. de feneratione: Megtiltotta a kamatra való kölcsönzést, de ezt az intézkedést a későbbiekben figyelmen kívül hagyták. (Livius 7.42, Appianus Civil háborúk 1.54)
2. Megtiltotta, hogy bárkit tíz éven belül ugyanannak a hivatalnak a betöltésére válasszanak meg, illetve hogy valaki egy évben egyszerre két hivatalt töltsön be. (Livius 7.42)
3. Lehetővé tette, hogy akár mindkét megválasztott consul plebeius legyen (először ie. 172-ben választottak meg két plebeius consult). A consular fasti által felsorolt nevek azt sugallják, hogy a törvény azt is kikötötte, hogy az egyik consuli posztot mindenképpen plebeiusnak kell betöltenie, bár erről Livius nem számol be történeti munkájában.

### I. e. 339 Leges Publiliae Philionis de censore plebeo, de plebisticis, et de patrum aucoritate
Quintus Publilius Philo, plebeius diktátor által hozott törvények, melyek egy része átfedésben van az ie. 449-es Lex Valeria Horatia intézkedéseivel.
1. de censore plebeo: Kötelezővé tette, hogy a két megválasztott censor közül az egyik plebeius legyen.
2. de plebiscitis: Megerősíti az ie. 449-ben elfogadott lex Valeria Horatia-t, azaz a comitia tributa által elfogadott törvényeket az egész népre nézve kötelezővé teszi.
3. de patrum auctoritate: Elrendeli, hogy a comitia centuriata elé törvény csak akkor terjeszthető be, ha előtte a szenátus már hozzájárult az alkotandó szabályokhoz. (Livius 8.12)

### I. e. 339-312 Lex Ovinia de senatus lectione
Bizonytalan datálású, és eredetű törvény, mely felhatalmazta a censorokat arra, hogy felülvizsgálják a szenátorok listáját. Ennek lényege az, hogy el lehessen távolítani a testületből a nem odavaló személyeket, illetve megelőzhető legyen azon erkölcstelen vagy más szempontból megkérdőjelezhető alkalmasságú személyek bejutása, akik bekerülését amúgy a törvények nem korlátoznák. (Cicero de Legibus III 12)

### I. e. 332 Lex Papiria de civitate Acerranorum
Lucius Papirius praetor által beterjesztett törvény, mely római polgárjoggal ruházta fel Acerrae lakóit. (Livius 8.17)

### I. e. 326 Lex Poetelia Papiria de nexis
Caius Poetielus Vibo Visolus consul törvénye az adósrabszolgaság eltörléséről. Livius ezzel kapcsolatosan a következőket írja történelmi munkájában:
„A polgárokat ettől fogva nem lehetett vasra verni, vagy elzárni, kivéve ha bűncselekményt követtek el és azt rájuk is bizonyították. Ettől kezdve az adós nem saját személyével, csak vagyonával felelt a hitelezőnek.” (Livius 8.28)

### I. e. 311 Lex Atilia et Marcia de tribunis militum
Lucius Atilius és Caius Marcius néptribunusok által beterjesztett törvény, mely kimondta, hogy a négy consuli légióba kerülő huszonnégy katonai tribunus közül tizenhatot a comitia válasszon meg, a többi nyolcat pedig a consulok. (Livius 9.30)

### I. e. 304 Lex Sulpicia et Sempronia
Publius Sulpicius Saverrio és Publius Sempronius Sophus consulok által beterjesztett jogszabály, mely kimondta, hogy senki nem szentelhet fel templomot a szenátus vagy a comitia tributa felhatalmazása nélkül. Livius szerint ez a törvény tette lehetővé azt, hogy Cornelius Barbatus pontifex maximus a nép sürgetésére felszentelje a Concordia és Vulcanus templomát a szenátus beleegyezése nélkül. (Livius 9.46)

## I. e. III. század

### I. e. III. század Lex Vallia de manus iniectione
Bizonytalan datálású, és eredetű törvény, mely kimondta, hogy az adósok elkerülhetik az elzárást, és védhetik magukat a törvény előtt, amennyiben hitelezői eljárás indul ellenük. (Gaius Inst. 4.25.)

### I. e. III.-II. század Lex Publilia de sponsu
Bizonytalan datálású törvény, mely az adós a hiteléért jótálló kezesnek való fizetésével kapcsolatban tartalmaztott rendelkezéseket.

### I. e. 300 Lex Ogulnia de auguribus et pontificibus
Quintus Ogulnius Gallus és Cnaeus Gallus néptribunusok által hozatott törvény, mely a pontifexek számát nyolcra, az augurokét pedig kilencre emelte. A pontifexek közül négyet, az augurok közül pedig ötöt a plebeiusok közül kellett megválasztani. (Livius 10.6-9)

### I. e. 300 Lex Valeria de provocatione
Marcus Valerius Maximus Corvus consul által hozott törvény, mely újra törvénybe iktatta illetve megerősítette az i. e. 509-es és i. e. 449-es Leges Valeriae-t, mely kimondta magisztrátusi ítéletekkel szemben a néphez való fellebbezés jogát. (Livius 10.9)

### I. e. 288 Lex Maenia
Valószínűleg Maenius néptribunus által beterjesztett törvény. Az ie. 339-ben elfogadott leges Publilae-hez hasonló módon, mely a comitia centuriata által elfogadott törvényekre vonatkozott, ez az intézkedés is megkövetelte a szenátus vagy a comitia curiata jóváhagyását, a centuriák által választott plebeius magisztrátusok imperiummal való felruházásához. (Cicero Brutus 14., Livius 1.17)

### I. e. 287 Lex Hortensia de plebiscitis
Quintus Hortensius plebeius diktátor által beterjesztett törvény, mely lényegében lezárja a plebeiusok és a particiusok közötti harcot a hatalom megosztásáért. A comitia tributa rendeletei ezt követően szenátusi illetve patríciusi jóváhagyás nélkül is törvényerőre emelkedtek, hatályosságuk pedig az egész római népre kiterjedt. (Gaius Institutiones 1.3, Gellius Atticai éjszakák 15.27.4)
A törvény kiegészítése kimondta, hogy törvényhozó gyűléseket vasárnap – amikor sok plebeius érkezett vidékről a városba – nem lehet tartani.

### I. e. 240 Lex Hieronica frumentaria
Syracusai Hieróntól átvett törvény, mely a provinciává szervezett Szicília adózását szabályozta (beleértve a gabonatizedet is). (Cicero, Verr. II 13, 26)

### I. e. 239 körül lex Mamilia de limitibus
Valószínűleg Caius Mamilius Turrinus consul törvényjavaslata, mely elrendelte, hogy az egyes földbirtokok között 5 láb (kb. másfél méter) széles műveletlen terület maradjon, és az esetleges határperekben a praetor által kinevezett bíró (arbiter) döntsön. (Cicero de legibus 1.21)

### I. e. 232 v. 228 Lex Flaminia agraria
Caius Flaminius néptribunus által beterjesztett törvény, mely római polgárok között osztotta fel a senonok által korábban birtokolt földterületeket. (Cicero Acad. II. 5., De Senect. IV, Polybius 2.21)

### I. e. 218 Lex Caludia de senatoribus
Quintus Caludius néptribunus, Caius Flaminius Nepos (consul i. e. 217) támogatásával elfogadott törvénye, mely kimondta, hogy sem a szenátorok, sem azok fiai nem birtokolhatnak 300 amphoránál (kb. 7 tonna) nagyobb teherbírású tengerjáró hajót. Ezzel lényegében meg akarták akadályozni, hogy a szenátus tagjai tengerentúli kereskedelemből hasznot szerezzenek, azaz hozzájuk „méltatlan” tevékenységet folytassanak. (Livius 21.63)

### I. e. 216 Lex Minucia de triumviris mensariis
Marcius Minucius néptribunus által beterjesztett törvény, mely három kincstári hivatalnokot jelölt ki. (Livius 23.21)

### I. e. 215 Lex Oppia sumptuaria
Caius Oppius néptribunus által beterjesztett törvény, mely a Cannae-i katasztrófa és ennek következményei okán megszigorította a fényűzésre vonatkozó rendeleteket. Intézkedései elsősorban a nők öltözködésére, az aranytárgyak birtoklására és a lóvontatta járművek használatára vonatkoztak. Ez volt az első ismert leges sumptuariae, azaz fényűzést korlátozó törvény, mely csak ie. 195-ben, a második macedón háború lezárást követően, helyzetek hatályon kívül. (Val. Max. 9.13)

### I. e. 208 Lex Licinia de Ludis Apollinaribus
Publius Licinius Varus praetor által beterjesztett jogszabály, mely elrendelte, hogy az Apollónak szentelt játékokat mindig egy napon, július 5-én kell megtartani. (Livius 27.23)

### I. e. 204 Lex Cincia de donationibus (de muneralis)
M. Cincius Alimentus tribunus plebis által előterjesztett törvény, mely vizsgálatot rendelt el abban az esetben, amennyiben valaki egy bírósági eljárás során a védelem, vagy a vád feladatának ellátásáért ajándékot fogad el. (Livius 27.23)

## I. e. II. század

### I. e. 200 körül Lex Furia testamentaria
Bizonytalan eredetű törvény, mely korlátozta a nem-törvényes örökösökre hagyható vagyonrész nagyságát. (Gaius Inst. 2.224, 225, 4.23, 24; Cicero in Verr. I.43)

### I. e. 199 körül Lex Porcia (Laeca)
Publius Porcius Laeca néptribunus által beterjesztett törvény, mely megerősítette a római polgárok fellebbezési jogát (ius provocationis) a nem katonai jellegű ítéletek esetén. A törvényre vonatkozó források hiányosak, és zavarosak, hiszen csak a numizmatikai bizonyítékok, pontosabban a Lucius Porcius által ie. 125 körül kibocsátott „libertas” érmék utalnak rá. (lásd még Cicero de Republica II.54)

### I. e. 198 Lex Porcia de povinciis
Valószínűleg az idősebb Cato praetor által beterjesztett törvény, mely lehetővé tette, hogy eljárást kezdeményezzenek a provinciák élén álló római magisztrátusok korrupciógyanús ügyeletei esetén, valamint korlátozta a provinciakormányzók hitelügyleteit is. (Livius 32.27, Cicero Verr. II. 4,5)

### I. e. 198-184 Lex Porcia de tergo civium
Az idősebb Cato (i. e. 198 praetor, i. e. 195 consul) vagy Lucius Porcius Licinius (i. e. 184 consul) nevéhez kötődő törvény, mely megtiltotta a római polgárok megkorbácsolását. (Livius 10.9, Cicero de Republica II. 31, pro Rabirius III. 4., Sallustius Catilina 51.21)

### I. e. 197 Lex Licinia de creandis triumviris epulonibus
Caius Licinius Lucullus néptribunus nevéhez fűződő törvény, mely létrehozta a triumviri epulones papi hivatalát, melynek kezdetben három tagja volt, de ez később hétre (septemviri epulones), majd Caesar idején tízfősre bővült. A pontifexek feladatainak (propter sacrificiorum multitudinem) egy részét vették át, illetve ők rendezték meg minden évben november 13-án az epulem Jovis elnevezésű ünnepséget, mely során nyilvános étkezést tartottak a három capitoliumi istenség tiszteletére. (Livius 33.42)

### I. e. 195 Lex Valeria et Fundia de lege Oppia abroganda
Marcus Fundanius és Lucius Valerius néptribunusok által beterjesztett törvény, mely visszavonta az ie. 215-ben elfogadott lex Oppia fényűzésre vonatkozó megszigorításait. (Livius 34.1-8)

### I. e. 193 Lex Sempronia de pecunia credita
Marcus Sempronius néptribunus nevéhez fűződő törvény, mely kimondta, hogy a Latin és szövetséges közösségek tagjai között kötött hitelszerződéseket ugyanazon törvények alá essenek, mint amelyek a római polgárokra vonatkoznak. (Livius 35.7.)

### I. e. 192 Lex Baebia de praetoribus
Marcus Baebius Tamphilus néptribunus törvényjavaslata arra vonatkozóan, hogy évenként felváltva négy majd hat praetort válasszanak meg. A beterjesztés komoly ellenállást váltott ki, de úgy tűnik, hogy legalább egyszer, ie. 180-ban alkalmazták. (Livius 40.44)

### I. e. 191 Lex Acilia de intercalando
Manlius Acilius Glabrio consul naptártörvénye, mely felhatalmazta a pontifexeket, hogy az évszakok és a dátum jelentős eltolódása esetén szükség szerint további napokat illesszenek be az évbe. (Macrobius Saturnalia 1.13)

### I. e. 182 Lex Orchia sumptuaria
Caius Orchius néptribunus nevéhez fűződő fényűzési törvény, mely korlátozta a lakomákra, illetve más rendezvényekre meghívható vendégek számát. (Cato Origines VII. 12-14, Macrobius Saturnalia 17.3)

### I. e. 181 Lex Cornelia et Baebia de ambitu
Publius Cornelius Cethegus és Marcus Baebius Tamphilius consulok által beterjesztett, választási korteskedésre illetve megvesztegetésekre vonatkozó törvény, mely a bűnösket száműzetéssel fenyegette. (Livius 40.19)

### I. e. 180 Lex Villia Annalis
Lucius Villius Annalis néptribunus által beterjesztett törvény, mely a cursus honorumot, azaz az állami hivatalokra való megválaszthatóság rendszerét szabályozta.
1. Meghatározta az egyes curulis magisztrátusi hivatalokra való megválaszthatóság minimum korhatárát. Ez az aedilis curulis esetén 36, praetor esetén 39, a consuloknál pedig 42 év volt.
2. A quaestori hivatalra csak legalább 30 éves római polgárok jelöltethették magukat.
3. Legalább egy évnek kellett eltelnie egy adott személy hivatali éve és a következő hivatalra való jelentkezése között. (például ha valaki ie. 180-ban volt praetor, akkor ie. 178-is nem választhatták meg consulnak)
4. Legalább 10 évnek kellett eltelnie ahhoz, míg valaki ugyanannak a magisztrátusi hivatalnak a betöltésére jelentkezhetett. (Livius 40.44, Tacitus Annales 11.22…)

### I. e. 177 Lex Claudia de sociis et nomine Latinis
Caius Claudius Pulcher consul nevéhez fűződő törvény, mely megtiltotta, hogy latinjogúakat római polgár örökbe fogadjon azon céllal, hogy azok így elnyerjék a római polgárjogot, valamint azokat, akik ezen módon jutottak a polgárjoghoz, visszaminősítette latin jogúvá. (Livius 41.8-9)

### I. e. 171 Lex Licinia et Cassia
Publius Licinius Crassus és Caius Cassius Longinus consulok által előterjesztett törvény, mely engedélyezte a consuloknak és a paetoroknak, hogy a katonai tribunusokat (tribuni militum) maguk válasszák meg a rájuk bízott légiókba. (Livius 42.31)

### I. e. 169 Lex Voconia de mulierum hereditatibus
Quintus Voconius tribunus plebis az idősebb Cato által is támogatott törvénye, mely korlátozni próbálta a nők által örökölhető vagyon értékét, bár ennek hatálya alól a későbbiekben gyakorta sikerült kibúvót találnia a befolyásos és gazdag nőknek. (Cicero Verrus II.1, de Republica III. 17, Gellius 20.1, Cassius Dio 56.10)

### I. e. 161 Lex Fannia sumptuaria
Caius Fannius Strabo consulnak tulajdonított törvény, mely korlátozta az ünnepségekre, mulatságokra és vendégségekre fordítható költségek nagyságát. (Gellius 2.24, Macrobius Sat. 3.17., Plinius Nat. Hist. 10.50)

### I. e. 150 Leges Aelia et Fufia
Az obnuntiatio jogának megadása minden curulisi magisztrátus és tribunus részére. Ennek lényege, hogy az államügyekben való nyilvános tanácskozások, a nép vagy a szenátus gyűlései során, a gyűlést összehívó magisztrátus egy augurral megvizsgálta az előjeleket, és amennyiben azok nem tűntek kedvezőnek a gyűlést elhalasztották. A leges Aelia et Fufia a gyűlés elnökével egyenlő vagy nagyobb imperiummal rendelkező magisztrátusnak is megadta a ius servandi de coelo-, ius obnuntiandit, valamint a néptribunusokkal együtt a ius intercedendit törvényhozó gyűlések alkalmára, aminek nyilvánvaló célja az volt, hogy a néptribunusok törvényeinek elfogadtatását szükség esetén korlátozhassák. A törvény Clodius helyezte hatályon kívül ie. 58-ban. (Cicero Phil. II.32, pro Sestio 15, ad Att. II.9)

### I. e. 149 Lex Calpurnia de rebus (v. pecuniis) repetundis
Caius Calpurnius Piso Frugi néptribunus nevéhez fűződő törvény, mely egy – az egyik praetor által felügyelt – állandó bíróságot (quaestio perpetua) állított fel a provinciák kormányzóinak illetve más Itálián kívül szolgálatot teljesítő magisztrátusok hivatali visszaéléseinek kivizsgálására. (Cicero de Off. II..21, Brut. 27)

### I. e. 149-126 Lex Aebutia de formulis
A törvény a praetor peregrinus által kialakított perrendet és az annak keretében elhelyezkedő anyagi jogi szabályokat civiljogi erőre emelte. (Gaius Inst. 4.30)

### I. e. 139 Lex Gabinia tabellaria
Aulus Gabinius néptribunus által beterjesztett törvény, mely titkossá tette a magisztrátusi hivatalokra való szavazást a comitia centuriata gyűlésén. (Cicero de Legibus III. 35, Plinius Epistulae 3.20)

### I. e. 137 Lex Cassia tabellaria
Egy újabb szavazási törvény, ezúttal Lucius Cassius Longinus néptribunus előterjesztése. A lex Gabina-hoz hasonlóan titkos szavazást vezetett be a bíróságokon, kivéve a hazaárulási ügyekben ítélkező törvényszékeket. (Cicero Sestio 103., Brut. 97, 106, Acad. II. 13, Amic. 41)

### I. e. 133 Rogatio Sempronia agraria
Tiberius Sempronius Gracchus néptribunus földtörvénye, mellyel fel akarta osztani az ager publicust a vagyontalan római polgárok között, amit Pergamon provinciává szervezéséből származó bevételekből finanszírozott volna. A javaslat szerint, azok, akik ilyen módon földhöz jutottak volna, kis összegű bérleti díjat kellett volna fizetniük, valamint nem adhatták volna el azt a törvény által megszabott időn belül. A lex Licinia Sextia rendeletét, mely szerint egy polgár maximum 500 iugerum földet bérelhetett volna az ager publicusból, Tiberius szintén fel akarta újítani. A törvény végrehajtása érdekében Tiberius Graccus, Caius Gracchus és Appius Caludius részvételével háromtagú bizottság állt fel, hogy felügyelje a földosztás folyamatát, mely végül nem valósult meg, Tiberius Gracchust pedig meggyilkolták. (Cicero Leg. Agr. II. 10, Plutarchos Tiberius Gracchus 13., Appianus Bel. Civ. 1.12-13 stb…)

### I. e. 131 Lex Papiria tabellaria
Caius Papirius Carbo néptribunus törvénye, mely titkos szavazást vezetett be a comitia törvényhozó gyűlésein. (Cicero de Legibus III. 16)

### I. e. 131 Rogatio Papiria de tribunis plebis reficiendis
Caius Papirius Carbo törvényjavaslata, mely elfogadhatóvá tette volna, hogy a néptribunusi hivatal korlátozás nélkül újra megpályázhatóvá váljon. A törvény elfogadását megakadályozták, mely elsősorban Publius Cornelius Scipio Aemilianus Africanus vezette ellenállásának volt köszönhető. (Cicero De am. 25, 96, De Or. II. 40)

### I. e. 131 v. 102 Lex Atinia de tribunus plebis
Caius Atinius (néptribunus ie. 131) vagy Caius Atinius Labeo (néptribunus ie. 102) által beterjesztett törvény, mely kimondta, hogy a megválasztott néptribunusok automatikusan a szenátus tagjaivá is válnak. (Gellius 14.8.2)

### I. e. 126 Lex Iunia de peregrinis
Marcus Iunius Pennus néptribunus nevéhez fűződő törvény, mely elűzte Rómából azokat a peregrinusokat, akik tévesen nyerték el a római polgárjogot. A törvény lényegében reakció Fulvius Flaccus consul javaslatára, mellyel polgárjogot akart biztosítani a városban élő nem római polgárjogú lakosoknak. A törvény az itáliaiak polgárjogi szempontból egyre növekvő elégedetlenségének szimptómájaként is tekinthető. (Appian Bel. Civ. 1.21, 1.34)

### I. e. 123 Leges Semproniae
Caius Gracchus néptribunus által beterjesztett törvényjavaslatok:
Lex Sempronia de capita civis Romani: Megtiltotta, hogy római polgárt bírósági eljárás nélkül kivégezzenek. (Cicero pro Rabirio 12.,Diodorus Siculus. 34.26, Plutarchos C. Gracchus 4.…)
Lex Sempronia de agraria: Tiberius Gracchus nyomdokaiba lépve nagyarányú földosztásra tett javaslatot, azaz az ager publicust kiutalta volna Róma szegény polgárainak. Bukását többek között az okozta, hogy a lerombolt Karthágó területén is kolóniát akart létrehozni. (Plutharcos Caius Gracchus 5, Florus 2.3, Vell. Pat. 2.6)
Lex Sempronia de militum: Elrendelte, hogy katonai szolgálatot teljesítő római polgárok ruházatának költségét az állam vállalja fel, de ezt ne vonja le a nekik fizetendő zsoldból. Másrészt törvénybe akarta iktatni, hogy tizenhét éves korhatár alatt senkit ne lehessen kényszerrel besorozni.
Lex Sempronia de frumentaria: A piaci árnál alacsonyabb, rögzített áron való gabonaosztásra tett törvényjavaslat, mellyel a plebs támogatását akarta megnyerni. (Plutarchos Caius Gracchus 5, Cicero pro Sext. 48, Vell. Pat. 2.6 …)
Lex Sempronia de iudicia: A bíróságokat a szenátorok megvesztegethetőségére hivatkozva az ordo equester kezébe adta. Szándékában állt az is, hogy a háromszáz tagú szenátust az ordo equester tagjai közül választott újabb háromszáz fővel töltse fel. (Plutarcos Caius Gracchus 5-6, Diodorus Sic. 34.25, 37.9, Florus 2.5. …)
Lex Sempronia de provinciis consularibus: Elrendelte, hogy minden évben, a comitia centuriatan zajló választások előtt a szenátusnak ki kell jelölnie azt a két provinciát, melyben majd a leendő consulok teljesítenek szolgálatot, nekik pedig sorshúzással kell eldönteniük, hogy e kettő közül mely élére kerülnek. (Cicero Dom. IX.24, Sallustius Jughurta 27)
Lex Sempronia de Provincii Asiatica: Megreformálta a Provincia Asia adóztatási rendjét, melyek behajtását a censorok által kiválasztandó publicanus társaságoknak adta át. (Cicero Verr. II.3, Diodorus Sic. 35.25)
Lex Sempronia de civitate sociis danda: Valószínű, hogy egy olyan törvényt is előterjesztett, mely megadta volna az itáliaiaknak a római polgárjogot.

### I. e. 123 Lex Acilia repetandorum
Manlius Acilius Glabrio néptribunus törvénye, melynek célja a lex Calpurina által ie. 149-ben felállított hivatali visszaélésekkel foglalkozó bíróság (quaestio de repetundis) megreformálása volt. A bíróság a lovagok kezébe került, és a szenátorok által elkövetett tartományi zsarolási és egyéb visszaélési ügyeket vizsgálta. A törvény célja valószínűleg kapcsolatban áll a fent leírt lex Sempronia de iudicia-val. (Cicero Verr. I, 2.1)

### I. e. 122 Lex Fannia
Caius Fannius consul nevéhez fűződő rendelet, mely lényegét tekintve a lex Iunia de peregrinis rendeleteit fogalmazza meg újra. A lex Fannia kitiltotta a városból az itáliai peregrinusokat, és más római polgárjoggal nem rendelkező személyeket, hogy megakadályozza azok tömeges fellépését Caius Gracchus törvényei mellett. (Plutarchos Caius Gracchus 12)

### I. e. 119 Lex Maria tabellaria
Caius Marius néptribunus által előterjesztett törvény, mely leszűkítette a szavazóhelyhez vezető folyosó méretét a comitián, hogy ilyen módon megnehezítse a választók szavazás előtti esetleges megvesztegetését. (Cicero Leg. III, Plutarchos Marius 4)

### I. e. 119 Lex Octavia frumentaria
Marcus Octavius néptribunus nevéhez fűződő törvény, mely módosította a lex Sempronia de frumentariat, arra hivatkozva, hogy az állam nem képes viselni a Caius Gracchus által beterjesztett törvény költségeit. A törvény valószínűleg vagy a gabonáért fizetendő árat növelte meg, vagy pedig az egy személynek havonta kiutalandó adag mértékét csökkentette. (Cicero Brut. 222, de Off. II.21)

### I. e. 115 v. 78 Lex Aemilia sumptuaria
Valószínűleg Marcus Aemilius Scaurus (vagy talán Marcus Aemilius Lepidus consul i. e. 78) nevéhez fűződő fényűzés ellenes törvény, mely limitálta illetve meghatározta az ünnepségeken, összejöveteleken felhasználható ételek mennyiségét és minőségét. (Plinius Nat.Hist.8.223, Gellius 2.24)

### I. e. 111 Lex Thoria agraria
Spurius Thorius néptribunus által beterjesztett törvény, mely eltörölte a lex Sempronia de agraria rendelkezéseit, de azoknak, akik általa már birtokhoz jutottak, megengedte, hogy földjeiket megtartsák. A törvény a plebs megnyugtatása céljából kikötötte, hogy kiosztott parcellákból befolyó bérleti díjakat a szegény római polgárok között kell szétosztani. (Cicero De Orat. II..284, Brut. 136, Appianus Civ. Bel. 1.27)

### I. e. 109 Lex Mamilia de coniuratione Iugurthina
Caius Mamilius Limetanus néptribunus nevéhez fűződő törvény, mely bíróság (quaertio extraordinaria) felállítását rendelte, hogy eljárjon azok ellen, akiket azzal gyanúsítottak, hogy Jugurtha megvesztegette őket. (Sallustius Jughurta 40.)

### I. e. 107 Lex Caelia tabellaria
Caius Caelius Caldus néptribunus törvénye, mely módosította az ie. 137-es lex Cassia taleraria-t. A törvény elfogadását követően a hazaárulási (perduallio) perekben is titkossá vált a szavazás. (Cicero Rhet. I.25, IV.34 Leg. III. 36, Orosius 5.15)

### I. e. 106 Lex Servilia iudicaria
Quintus Servilius Caepio consul által beterjesztett törvény, mely újra a szenátus tagjait jelölte ki a zsarolási bíróságok (quaestio de repetundis) élére. (Cicero Clus. 140, Orat. I. 225, II.199)

### I. e. 104 Lex Cassia de senatu
Lucius Cassius Longinus néptribunus által hozott törvény, mely a szenátusból való kizárásra ítélte azon személyeket, akiket a népgyűlés valamely eljárás során elítélt, vagy megfosztott impériumától (iudicium populi). (Ascon. 78)

### I. e. 104 Lex Domitia de secardotis
Cnaeus Domitius Ahenobarbus néptribunus nevéhez fűződő törvény, mely a négy papi kollégium tagjainak megválasztásának jogát kivette a kollégiumok tagjainak kezéből, és átadta azt a népgyűlésnek (valószínűleg a comitia tributanak). (Cicero Leg. Agr. II.7, Epist. ad Brut. I.5, Suetonius Nero 2)

### I. e. 104 v 101 Lex Servilia Glaucia de repetundis
Caius Servilius Glaucia néptribunus nevéhez fűződő törvény, mely lényegében eltörölte az ie. 106-ban hozott lex Servilia iudicaria-t., azaz visszaadta a bíróságokat az ordo equester hatalmába. Bevezette az úgynevezett comperendinatio intézményét is, mely lehetővé tette a bírósági eljárás két nappal való elhalasztását. Továbbá kimondta, hogy ha valaki az állam ellen kárt követ el és bűnössége bizonyítást nyer, akkor annak örököseinek (utolsó vagyonélvezőjének) is fizetniük kell a kártérítést, ha maga a bűnös nem képes erre – azaz ha vagyonát kimenekítette Rómából és másra ruházta át. A törvény ezenkívül római polgárjogot ajánlott fel azoknak a nem római személyeknek, kinek vádja ill. bizonyítékai alapján egy promagisztrátust a zsarolási bíróságon elítélnek. (Cicero Brut. 62, 224, Verr. I.9, II.1, pro Balbo 23, 24, 54)

### I. e. 103-100 Leges Appuleia
Lucius Appuleius Saturninus néptribunus által beterjesztett törvényjavaslatok:
Lex Appuleia agraria: Marius veteránjainak való földjuttatásról rendelkező törvények (lex Apuleia de coloniis in Africam deducendis, lex Appuleia de coloniis in Siciliam, Achaiam…). A záradéka kikötötte, hogy a törvény megtartására minden szenátornak esküt kellett tennie, aki pedig ezt visszautasította, vagy a törvény végrehajtását akadályozta, az pénzbírsággal illetve száműzetéssel volt sújtható (például Quintus Caecilius Metellus Numidicus). A törvény elfogadása idején kitört zavargások miatt a földtörvényt később érvénytelenítették. (Cicero Leg. 2.14, Plutarchos Marius 29, Crassus 2)
Lex Appuleia frumentaria: Saturninus törvénye a plebs támogatásának megnyerése céljából a polgárok között kiosztott gabona modiuszonkénti árát 5/6 asra csökkentette le. (Cicero. Rhet. ad Her. I. 12)
Lex Appuleia de maiestate: Ez a törvény a populus képviselőinek, az aedilis plebisnek, de kivált a néptribunusoknak a bántalmazását vagy akár a megsértését is minutae maiestatis crimen-nek nyilvánította, és a maiestas ellen irányulú vétségekre állandó törvényszéket (quaestio perpetua) állított fel. (Cicero Rhet. ad Her. 1, 12. 48.)

## I. e. I század

### I. e. 99 Lex Calidia de revocando Q. Caecilio Metello
Quintus Caecilius Metellus Numidicus száműzetésből való visszahívását kimondó törvény. (Appianus Bel.Civ. 33)

### I. e. 98 Lex Caecilia et Didia
Quintus Caecilius Metellus Nepos és Titus Didius consulok által hozott törvény, mely kimondta, hogy három vásári napnak (nundinae) eltelnie egy törvény beterjesztése és a népgyűlésen való megszavaztatása között. Megtiltotta a lex satura jellegű törvényeket is, melyek egymással össze nem függő rendelkezéseket fogtak egybe. (Cicero Phil. V. 8, pro Domo 16, 20, 41, 53)

### I. e. 95 Lex Licinia Mucia civilibus regundis
Lucius Licinius Crassus és Quintus Mucius Scaevola Pontifex consulok által beterjesztett törvény, mely egy bizottságot (questio) hozott létre azoknak az itáliaiak ügyének kivizsgálására, akik jogtalanul római polgárnak adták ki magukat. Közvetetten ez a törvény volt az oka a polgárháború (vagy marsus háború) kirobbanásának. (Cicero Balb. 48-49,54, De Or. II. 257)
a. A törvény tíz nagy egységre osztja az Itáliai félszigetet, – Umbriára, Etruriára, Picenumra, Latiumra, Samniumra, Campaniára, Apuliára, Lucaniára, Calabriára és Bruttiumra, plussz még külön egységként vették Rómát – hogy mindegyik területén külön vizsgálóbizottságokat állítsanak fel, egy-egy consulariis vezetésével.
b. A questiók a törvényjavaslat értelmében, nem esküdtekből, hanem senatori bírákból álltak volna, kiknek feladata az lett volna, hogy nyomozást indítson minden olyan személy ellen, akinek a neve először jelent meg az összeírt római polgárok lustumában.
c. A bűnösöket az ítélet kihirdetése után megkorbácsolták, 40000 sestercius bírságot kellett fizetniük, örök időkre megvonták tőle és minden leszármazottjától a római polgárjog elnyerésének lehetőségét, továbbá pedig ha valamely római vagy latin jogú településen élt, akkor köteles volt visszaköltözni ősei lakhelyére. Akik korábban éltek hasonló csalással, azok hasonló büntetésben részesültek a bírság és a nyilvános megkorbácsolás kivételével. Aki a 40000 sesterciusnyi bírságot nem tudta megfizetni, azt hét évnyi adósrabszolgaságra ítélték.
d. Azok, akik beárulták a bűnösöket 4000 sesterciusnyi jutalmat kaptak. A questiok mellé pedig, a biztonság kedvéért testőrséget rendeltek.

### I. e. 92 Edictum Lician et Domitia de rhetoribus
Cnaeus Domitius Ahenobarbus és Lucius Licinius Crassus censorok által kibocsátott ediktum, mellyel kitiltotta Rómából a retorikát tanító latin nyelvű iskolákat. (Cicero De Or. 3’93, Tacitus Dial. 35’1, Gellius 15.11)

### I. e. 92 Lex Minicia de conubium
Elrendelte, hogy amennyiben egy gyermek szüleinek polgárjogi státusza különböző, akkor a gyerek az alacsonyabb státuszú szülő polgárjogát nyeri el. (Gaius Inst. 1.78)

### I. e. 91 Leges Liviae
Marcus Livius Drusus néptribunus által beterjesztett törvénycsomag, melyet bár a népgyűlés elfogadott, de a polgárjogi következményeik elleni heves ellenállás, Drusus meggyilkolása, majd a törvények contra auspicia alapon való eltörlése (azaz a rossz ómenek érvénytelenné tették a népgyűlés határozatait) lehetetlenné tette, hogy hatályba lépjenek.
Lex Liviae de foederae civitaes: Az itáliai szövetségesek római polgárjoggal való felruházásáról szóló törvény.
Lex Liviae de frumentaria et agraria: A plebs támogatása érdekében született törvény, mely új kolóniák alapításával, földosztással és gabonaosztással kapcsolatos rendeleteket tartalmazott.
Lex Liviae de iudicaria: Ez a törvény arról határozott, hogy a törvényszékeken a bírók között a szenátus és az ordo equester tagjai egyenlő arányban képviseltessék magukat.
Lex Liviae de senatum ex equesteri ordine: A szenátus létszámának 300 lovaggal való kibővítését elrendelő törvény.

### I. e. 90 Lex Valeria de maiestate
Quintus Varius által hozott törvény, mely bűnvádi eljárás lefolytatását rendelte el minden olyan személy ellen, aki akár nyíltan, akár titokban elősegítette az itáliaiak római polgárjoghoz jutását. (Appian Bel. Civ. 37)

### I. e. 90 Lex Iulia de civitate Latinis et sociis danda
Lucius Iulius Caesar consul által hozott törvény, mely kimondta, hogy minden itáliai nép megkapja a római polgárjogot, amennyiben nem fogott fegyvert Róma ellen a marsus-háborúban. Feltehető, hogy a törvény által az itáliai latin jogú városok is teljes polgárjogot kaptak. A célja az volt, hogy a polgárháborúban még semleges Etruria és Umbria nem forduljon Róma ellen. (Cicero Balb. 21, Strabo 5.241, Appian Bel. Civ. 1.49)

### I. e. 89 Lex Plautia de vi
Marcus Plautius Silvanus néptribunus nevéhez fűződő törvény, mely kimondta, hogy azon a népgyűlések után, melyeken zavargások törnek ki, a gyűlést összehívó magisztrátust felelősségre lehet vonni. A törvény célja a zavargások megakadályozása, és a tömegnek a magisztrátusokra való nyomásgyakorlásának csökkentése volt. (Suetonius Caesar 5, Gellius 13.3, Sallustius Catilina 31)

### I. e. 89 Lex Plautia iudicaria
Marcus Plautius Silvanus néptribunus által előterjesztett törvény, mely vagyoni classistól függetlenül minden tribusból évenként 15 ember kiválasztását írta elő a bűnügyi esetekben eljáró bíróságok esküdtszékeibe. Később ezt a rendelkezést a Leges Corneliae eltörölte.
(Asconius 79)

### I. e. 89 Lex Plautia et Papiria de civitate
Marcus Plautius Silvanus és Caius Papirius Carbo néptribunusok által előterjesztett törvény, mely teljes körű polgárjogot adott minden itáliai lakosnak, akinek neve valamely itáliai város jegyzékében szerepelt, de a polgárháborúban harcoló ellenállóknak ehhez le kellett mondania mindennemű, Rómával szembeni ellenséges tevékenységről. A kérelmezőknek a törvény kihirdetését követő hatvan napon belül kellett bejelentenie polgárjogi igényét Rómában a preator urbanusnál. (Cicero Rhet. 3, Vell. Pat. 2.17)

### I. e. 89 Lex Papiria de asse semunicali
Caius Papirius Carbo néptribunus által beterjesztett törvény, mely a Lex Plautia et Papiria de civitate feltételeként lényegében megszüntette azon itáliai városok bronzérme verési jogát, melyek ezzel ekkor még rendelkezte. Az egyetlen kivétel ennek hatálya alól Paestum volt. (Plinius Nat. Hist. 33.13)

### I. e. 89 Lex Pompeia de civitate
Cnaeus Pompeius Strabo törvénye, mely teljes körű polgárjoggal ruházott fel minden, a Padus folyótól délre elterülő, Gallia Cisalpinahoz tartozó, latin polgárjogú települést, és latin jogokat adott a Padustól északra élő, Aquileia, Patavium, Mediolanum városokhoz tartozó kelta törzseknek. (Asconius 3, Plinius Nat. Hist. 3)

### I. e. 88 Lex Cornelia Pompeia unciaria
Róma ingatag pénzügyi helyzetének stabilizálása érdekében elfogadott törvény, mely kimondta, hogy az adósnak csak a tőke után kellett kamatot fizetnie, valamint a kamat nem lehetett magasabb, mint amiben a két fél a kölcsönügylet létrehozása során megegyezett. Továbbá a törvény elrendelte, hogy a praetor hatásköre az adósságokkal való viták eldöntése, és ő határozza meg, hogy kötelező-e az al- és felpereseknek a sponsio letétele.

### I. e. 88 Leges Sulpiciae
Publius Sulpicius Rufus néptribunus Caius Marius támogatásával, és a csőcselék agresszív fellépésének következtében elfogadott törvénycsomagja. Elsődleges célja a nép támogatásának megnyerése és a szenátus hatalmának csökkentése volt, ami alapvetően Marius politikai érdekeit szolgálta. A szenátus képtelen volt ezek elfogadását megakadályozni, így Sulla arra kényszerült, hogy érdekei megvédését szem előtt tartva légióival Róma ellen vonuljon.
1. A Lex Sulpicia revocando exsilium kimondta, hogy hívják vissza mindazokat a polgárokat, akiket a Varius-féle bizottság (Lex Valeria de maiestate) száműzetésre ítélt. (Cicero Rhet. II. 45)
2. A következő törvény kimondta, hogy ki kell zárni a szenátusból mindazokat, akiknek tartozása meghaladja a 2000 denariust (a háború utáni eladósodás miatt ez az atyák nagy részére vonatkozott, így a szenátus a törvény megszavazása után mintegy tizedére apad, és határozatképtelenné válik). (Plutarchos Sulla 8)
3. A Lex Sulpicia de novorum civium libert. suffragis arról rendelkezett, hogy valamennyi római polgárt egyenlő arányban kell besorolni mind a harmincöt tribusba, és így kell tenni a felszabadított rabszolgákkal is; a Piso Frugi által felállított két új tribust a törvény eltörölte. Ez veszélybe sodorta a köztársaság hatalmi egyensúlyát, hiszen a nagy számú itáliai a harmadik és negyedik osztály pozícióját erősítette meg, az eleddig fölényben lévő első és második osztállyal szemben. (Plutarchos Sulla 8, Appianus Bel. Civ. 1.55)
4. Sulpicius utolsó törvénye elvette Lucius Cornelius Sullától a Mithridates elleni háború főparancsnokságát, és Caius Mariusnak adta át. (Plutarchos Sulla 8, Marius 35, Cicero Phil. VIII.7)

### I. e. 88 Leges Corneliae et Pompeiae
Lucius Cornelius Sulla és Quintus Pompeius Rufus consulok a politikai helyzet stabilizálása és szenátus hatalmának visszaállítási érdekében, a következő törvényeket terjesztik elő:
1. Az első rendelete felfüggesztette a lex Caecilia Didia-t, mely kimondta, mely szerint a törvények contiora és a comitiara bocsátása között három vasárnapnak kell eltelnie. Erre azért volt szükség, hogy Sulla további törvényeit még a hivatali éve lejárta előtt elfogadják.
2. A következő törvény elrendelte, hogy a censorok háromszáz új taggal töltsék fel az immáron negyven főre apadt senatust.
3. A lex Cornelia et Pompeia Hortensia de abrogatio visszavonta az ie. 287-ben hozott lex Hortensiat, így ezentúl csak senatus consultummal lehetett bármilyen ügyet a népgyűlés elé terjeszteni, és a comitiak nem változtathattak a consultum szövegén. Ezzel a néptribunusok törvényjavaslati hatalma megszűnt. A törvény továbbá visszaállította a comitia centuriata törvényhozó hatalmát, melyet úgy szerveztek meg, hogy az első és második osztály szavazói túlsúlyban legyenek a plebs többi részével szemben.
4. A lex Cornelia et Pompeia Sulpicia de abrogatio már a comitia centuriata elé terjesztik be, mely hatályon kívül helyezte Sulpicius valamennyi törvényét (leges Sulpiciae), azzal az indokkal, hogy per vim, azaz erőszakkal alkották meg azokat, és ráadásul a törvényesen meghirdetett fariae, azaz ünnepnapok ideje alatt.
5. A lex Cornelia et Pompeia tribunucia potestate kimondta, hogy a néptribunusok csak a szenátus engedélyével terjeszthetnek elő törvényjavaslatot a népgyűlés előtt.
6. A lex Cornelia et Pompeia de exilio Marianorum húsz embert marasztalt el perduallio vádjával, mely ősibb és merevebb jogi procedura volt a Saturninus-féle quaestio de maiestate törvényéhez képest. Ugyanis míg az utóbbi elvette a bűnös római polgárjogát és száműzte Itáliából, addig a perduallio azonnali halálos ítélet kimondását jelentette. A törvény szövege bűnösként nevezte meg Caius Mariust, az ifjú Caius Mariust, Publius Sulpicius Rufust, Marcus Iunius Brutust, Publius Cornelius Cethegust, a Granius fivéreket, Publius Albinovanust, Marcus Laetoriust és még további tizenegy személyt. (Sulpiciust rövidesen el is kapják és kivégzik)

### I. e. 87 Edictum(?) Mariae et Corneliae
Miután Sulla légióival keletre hajózott, hogy kivesse Hellászból Mithridates seregeit, Marius és Cinna Róma ellen vonult, ahol, mihelyst véres mészárlást követően megszerezték a hatalmat, a rendeleteket terjesztették elő a sullai proskíbciók és a Varius-féle bizottságok által elítélt személyek felmentéséről, Sulla támogatóinak proskibáltatásáról és Gaius Marius a Mithridates elleni háború főparancsnokává való kinevezéséről. (Appianus Bel. Civ. 71-75, Livius Periochae 76)

### I. e. 86 Lex Valeria de aere alieno
Lucius Valerius Flaccus consul suffectus nevéhez fűződő törvény, mely anehéz gazdasági helyzetre való tekintettel az adósságok ¾ részét elengedte. (Vellius Pat. 23, Sallustius Catilina 33)

### I. e. 85 Edictum Gratidiana de re nummaria
Marcus Marius Gratidianus praetor rendelete, melyben rögzítette az ezüstérmék súlyát, hogy így véget vessen az érmékkel kapcsolatos csalásoknak, hamisításnak. (Plinius 33.46)

### I. e. 82 Lex Valeria dictator legibus scribendis et rei publicae constituendae causa
Lucius Valerius Flaccus interrex által beterjesztett törvény, mely Lucius Cornelius Sullát előre meg nem határozott ideig dictatori hatalomhoz juttatta.

### I. e. 81 Leges Corneliae
Lucius Cornelius Sulla diktátori hivatala ideje alatt hozott reformjai, mellyel visszaállította a szenátus hatalmát, és megerősítette a Res Publica konzervatív vonalú alkotmányát.
Leges Cornelia de prosciptione
Lucius Cornelius Sulla decemberben kibocsátja első proscribtios listáját, mely negyven senator és hatvanöt lovag nevét tartalmazta, majd kibocsát egy másodikat és egy harmadikat is, melyeken újabb négyszáz lovag neve volt olvasható. A proscribtios eljárások menetét szabályozó leges Cornelia nagyjából december 5-ére elkészült és kihirdetésre került. A következő lényeges pontokat tartalmazta:
1. Az állam ellenségének nyilvánítottak mindenkit, aki a Scipio Asiagenus által megszegett fegyverszünet után Carbo vagy az ifjú Marius pártjára állt, illetve mindazokat, akik a proscibált személyeknek bármilyen támogatást nyújtottak. A bűnös elvesztette vagyonát, polgárjogát és sacerré vált.
2. A proscribáltak teljes vagyona az államra szállt, az örökösödési szerződés érvényét vesztette, így a vagyonállomány egyetlen tételét sem lehetett átruházni az örökösökre, még ha azok bűntelenek voltak is.
3. A proscribáltakat büntetlenül megölhette bárki, legyen bár az szabad, szabados vagy rabszolga. A bűnös meggyilkolásáért vagy kiszolgáltatásáért két ezüsttalentumnyi jutalom járt, melyet a kincstár utalt ki az elkobzott vagyonból. A jutalomban részesült rabszolgák elnyerik szabadságukat, a szabadosokat pedig felveszik valamely falusi tribusba.
4. A proscribáltak fiait és fiú unokáit kizárták a curulisi tisztségekből; nem vásárolhattak és más módon sem szerezhettek részt az elkobzott vagyonokból. (lex Cornelia de prosciptorium liberis)
5. A lex Minucia de liberis alapján a proscribáltak fiatalkorú gyermekei elvesztették római polgárjogukat. Így járt Cinna lánya, Caius Iulius Caesar felesége is. Sulla megparancsolja Caesarnak, hogy váljon el feleségétől, de ő ennek nem tesz eleget, így rövid időre el kell menekülnie Rómából.
6. A proscribált férfiak özvegyei nem köthettek újabb házasságot.
7. A családi temetéseken tilos volt felmutatni Caius Marius, Cinna, Carbo vagy bármely más proscribtios elítélt viaszmaszkját; és a tilalom a felsoroltak őseire is kiterjedt.
8. A törvény utolsó pontja leszögezte, hogy a proscribtios folyamat várhatóan a következő év júniusának első napján lezárul.
Mindezen intézkedéseknek a politikai tisztogatáson kívül a legfőbb célja az volt, hogy az immáron majd egy évtizede gazdasági válságba sodródott birodalom pénzügyi helyzetét az elkobzott vagyonokból helyreállítsa és megszilárdítsa. Magát a proscribtios eljárásokat Sulla szabadosa és személyi titkára Khrüsogonos felügyelte. Megjegyzendő még, hogy jó néhányan az árverések körüli spekulációk során alapozták meg vagyonukat, mint például Marcus Licinius Crassus, vagy Lucius Sergius Catalina, aki még a saját fivérét és nagybátyját is bevádolta.
Lex Cornelia de civitate(?)
A törvény felszabadított és római polgárjoggal ruházott fel hozzávetőleg 10000 rabszolgát (Cornelii), akik jelenlétükkel illetve fenyegető fellépésükkel támogatták Sulla törvényeinek megvalósulását. (Appianus Be. Civ. 1.100)
Lex Cornelia de pontificium augurumque collegium
A törvény a pontifexi és az auguri és a decemviri sacerdotis papi kollégium tagjainak számát tizenötre növelte. (Livius Periochae 89, Cassius Dio 37.37) Továbbá eltörölte a lex Domitia de sacerdotist, azaz a négy papi kollegium tagjainak megválasztásának a jogával ettől kezdve újra maguk a kollégiumok rendelkeztek. A pontifex maximus kijelölésének joga azonban a népgyűlés kezében maradt.
Lex Cornelia de Senatum ex Equesteri Ordine
Ez a törvény a szenátus létszámát háromszázról hatszázra növelte, soraikat pedig az ordo equester tagjaival töltötte fel. (Sallustius Catilina 37, Appianus Bel. Civ. 100)
Leges Cornelia de magistratibus
Sulla törvénye újra megerősítette a lex Villia Annalis rendelkezéseit, azaz a cursus honorum rendjét, mely szerint a magisztrátusi hivatalokat csak bizonyos sorrendben lehetett megpályázni (quaestor – praetor – consul). Sulla szintén megerősíti a legutóbbi húsz évben számtalanszor kijátszott lex Genuciat, mely kimondta, hogy egy adott személy csak tíz év elteltével töltheti ismét a consuli hivatalt. Elrendeli továbbá, hogy ezentúl a választásokat június havában tartsák, azaz öt-hat hónappal az új magisztrátusok hivatalba lépése előtt. Először, június 14-én a comitiak szavaznak a curulisi magisztrátusokra; majd június 20-a körül a comitia tributa plebis választja meg a quaestorokat, az aedilis curulist és a katonai tribunusokat, végül pedig a hónap végén kerül sor tribuna plebis és az aedilis plebis megválasztására. Az új rendszer beiktatásával párhuzamosan a Curia Hostilia új felszólalási sorrendjét is meghatározta. (Appianus Bel. Civ. 100)
Lex Cornelia de censoribus
Átmenetileg eltörli a censorválasztásokat, így a szerződéseket kijelölt állami tisztviselők kötik meg, a vagyoni census pedig tíz évig nem lesz érvényben. A törvényt ie. 70-ben Gnaeus Pompeius Magnus és Publius Licinius Crassus consulsága idején helyezik hatályon kívül. (Plutarchos Pompeius 22)
Lex Cornelia de VIII praetoribus et de XX quaestoribus
A törvény a praetorok számát nyolcra, a quaestorokét pedig húszra növelte. A megválasztott quaestorok automatikusan a szenátus tagjaivá is váltak. (Tacitus Annales 11.22)
Lex Cornelia de tribunis plebis
A törvény tribuna plebis hivatalát megfosztja törvénykezési jogkörétől és vétójogától; egyedül a ius auxilii ferendit hagyja meg neki. Meghatározza továbbá, hogy ezentúl a néptribunusokból hivatali évük letöltése után nem lehet aedilis, praetor, consul illetve censor; és a következő néptribunusi évüket is csak tíz év múlva pályázhatják meg. Ezek az intézkedések teljesen ellehetetlenítették a tribuna plebis ősi hivatalát, viszont a senatus hatalma megerősödött általuk. (Appianus Bel. Civ. 100, Caesar Bel. Civ. 1.7, Livius Periochae 89, Suetonius Caesar 5)
Lex Cornelia de iudicaria
Ez a törvény megváltoztatta a bíráskodás évszázados rendjét, és szerkezetét – eleddig ugyanis a comitiák szavazhattak az ítéletről, vagy ideiglenes quaestiokat állítottak fel bizonyos ügyek kivizsgálására.
1. Kiveszi a bíráskodás jogát a comitiak kezéből, és helyettük hét állandó bíróságot állít fel Rómában, melyek nevezetesen a hazaárulási, a zsarolási, a sikkasztási, a vesztegetési, a csalási, illetve az erőszakos bűncselekmények (de sicariis et veneficis, de nummaria, de ambitu, de iniiuris, depeculatu, de adulteriis et pudicitia) tárgyalásával foglalkoztak. Az első hat élén a választott praetorok álltak, akiket sorsolás útján osztottak szét a bíróságok között. A hetedik élén egy aedilisi tisztséget igen, de praetorit még nem betöltött személy állt, akit a mindenkori consul jelölt volna ki tisztségére. Ez az utolsó foglalkozott név szerint a gyilkossági, gyújtogatási, mérgezési, mágiagyanús, és az esküszegési ügyekkel.
2. A hét bíróság esküdtszékének tagjait mindenkor a tárgyalás kitűzésének időpontja után sorsolták volna ki a szenátus tagjai közül – így az ordo equester teljes mértékben kikerült az ítélethozatalból.
3. A praetor urbanus és a praetor peregrinus továbbra is a római, illetve az utóbbi a nem római polgári peres ügyekkel foglalkozott, ezenfelül a praetor peregrinus a nem rómaiakat érintő bűnügyi eljárásokkal is, de ők maguk polgári peres eljárásokban nem hozhattak ítéletet. Ezeket az ügyeket át kellett engedniük egy alkalmi bírónak, akit sorshúzással választottak ki a szenátorok és a lovagok közül. A két praetor belátása szerint felügyelheti az eljárást, de a kisorsolt iudex döntése ellen nem léphetett fel, az minden érintett félre nézve kötelező érvényű volt.
4. A comitiahoz való fellebbezési lehetőség megszűnik; továbbá a külügy és a háborúskodás eleddig a hatáskörükbe tartozó kérdéseit a szenátus hatalmába utalja át, így azok jogköre ezentúl csak a választások lebonyolításra, és a törvények megszavazására terjedt ki.
(Cicero Verr. 1, 2.2, Tacitus annales 11.22.,Justinianus Digesta 1.2.2)
Lex Cornelia de provinciis ordinaris
A törvény meghagyta a szenátusnak a provinciák kijelölésének jogát, de egyes különös ill. kivételes esetekben lehetővé tette, hogy a provinciákat a nép jelölje ki. A törvény továbbá elrendelte, hogy a consulok és a praetorok csak hivatali idejük letelte után indulhattak el tartományukba, valamint azt hivataluk letelte után 30 napon belül azt el kellett hagyniuk. Ezenkívül a törvény meghatározta a provinciális követségek költségeit is.
Lex Cornelia de maiestate
Speciális hazaárulási esetekkel foglalkozó törvény, mely kimondta, hogy a maiestas vádja csak provinciakormányzók és külhoni háborúk parancsnokai ellen emelhetők, a következő esetekben:
a. Ha a kormányzó a senatus engedélye nélkül elhagyja kijelölt provinciáját.
b. Ha a kormányzó hadserege a senatus engedélye nélkül átlépi a provincia határát.
c. Ha a kormányzó a senatus engedélye nélkül római cliens király ellen háborút indít.
d. Ha a kormányzó a senatus engedélye nélkül összefog Róma valamely cliens királyával, vagy bármilyen idegen ország testületével, hogy egy másik állam fennálló rendjét illetve állapotát megváltoztassa.
e. Ha a kormányzó a senatus hozzájárulása nélkül csapatokat toboroz.
f. Ha a kormányzó a senatus hozzájárulása nélkül megváltoztatja provinciája státuszát.
g. Ha a kormányzó, miután a senatus által kijelölt utódja megérkezett, harminc napon belül nem hagyja el provinciáját.
Ha a vád beterjesztetett, akkor külön quaestiok foglalkoztak az ügy tárgyalásával.
Ha polgári állású római Rómában vagy Itáliában követett el haza-árulásjellegű bűncselekményt, akkor azt az ügyet perduallioként továbbra is a comitia centuriata tárgyalta.
Lex Cornelia de agraria
Sulla huszonhárom légiójából mintegy 120000 katonát szerel le, illetve ehhez rögzíti a veteránoknak kiosztandó földjuttatás törvényi szabályozását. Az általa adományozott jutalom egyaránt függött a szolgálati időtől, a rangtól és a személyes érdemektől, így például egy többszörösen kitüntetett primus pilus centurio akár száz iugerumnyi kitűnő földhöz is juthatott. Elsősorban a neki mindig is ellenálló Etruriában oszt ki elkobzott földeket, főképpen Faesulae és Volaterrae kisajátított területeiből. (Appianus Bel. Civ. 1.96-100, Cicero Leg. Agr. II. 68-70)
Lex Cornelia de sumptuaria et de funeraria
A gazdasági válság miatt hozott törvény, mely rendkívül szigorúan szabályozta a fényűzésre szánt kiadásokat. Így például egy közönséges otthoni vacsorán egy személy maximálisan 30 sestercius értékben fogyaszthatott, míg ugyanezt egy lakomán 300 sestercius erejéig tehette meg. Adót vetettek ki olyan luxuscikkekre, mint az illatszer, vagy a külföldről behozott bor, fűszer és ékszer; és korlátozva lettek a temetésekre (de funeraria) illetve a sírkövekre áldozható költségek. (Gellius 2.24, Amm. Marc. 16.5, Macrobius Saturninus 3.17)
Lex Cornelia de civitate Volaterranis adimenda
Volaterrae és más lázadozó manucipiumok lakosainak római polgárjogát megvonta, és helyette latin jogúakká minősítette vissza.

### I. e. 78 Lex Lutiatia de vi
A lex Plautia-hoz hasonlóan erőszakos cselekménynek minősítette és büntette azokat, akik fegyvert fogtak hazájuk ellen, erőszakkal támadtak a szenátusra vagy valamely magisztrátusra. (Cicero Cael. 70)

### I. e. 77 Lex Philippia
Lucius Philippus által előterjesztett törvény, mely Gnaeus Pompeius Magnust imperiummal és a Sertorius elleni háború Quintus Caecilius Metellus Pius melletti másik seregparancsnoki tisztével ruházta fel, annak ellenére, hogy még csak a szenátus tagja sem volt. (Plutarchos Pompeius 13-17, Cassius Dio 36.25)

### I. e. 75 Lex Aurelia de tribunis plebis
Caius Aurelius Cotta consul nevéhez fűződő törvény, mely Sulla korábbi törvényét eltörölve, lehetővé tette, hogy a néptribunusok hivatali idejük letöltése után más magisztrátusi hivatalra is pályázhassanak. (Ascon. 66-67, 78)

### I. e. 73 Lex Terentia et Cassia frumentaria
Marcus Terentius Varro Lucullus és Caius Cassius Longinus Varus consulok által beterjesztett gabonatörvény, mely csökkentette a római polgárok között szétosztott gabona módiuszonkénti árát. (Cicero Verr. II.3,5, Sall. Hist. 3.34)

### I. e. 72 Lex Gellia et Cornelia de civitate
Lucius Gellius Publicola és Cnaeus Cornelius Lentulus Clodianus consulok által beterjesztett törvény, mely lehetővé tette a seregparancsnokok számára, hogy római polgárjogot adományozzanak azoknak a nem római katonáknak, akik vitézségükkel, bátorságukkal kitűnnek a többiek közül. (Cicero Balb. 8,14)

### I. e. 70 Lex Aurelia iudicaria
Lucius Aurelius Cotta praetor törvénye, mely alapján a bűneseteket vizsgáló bíróságokba ezentúl egyenlő arányban választottak bírókat a szenátorok, az ordo equester és a tribuni aerarii tagjai közül. (Cicero Verr. II.2, 3, Tacitus Annales 3, Plutarchos Pompeius 22)

### I. e. 70 Lex Plautia de reditu Lepidanorum
Egy Plautius vagy Plotius nevű néptribunus által előterjesztett törvény, mely Marcus Aemilius Lepidus és Sertorius életben maradt párthíveit visszahívta a száműzetésből, valamint visszaadta nekik polgárjogukat. (Sallustius Hist. 4, Suetonius Caesar 5)

### I. e. 70 Lex Pompeia de tribunicia potestate
Cnaeus Pompeius Magnus és talán Marcus Licinius Crassus consulok nevéhez fűződő törvény, mely teljesen visszaállította a néptribunusoknak a lex Cornelia de tribunis plebis előtti hatalmát. (Sallustius Catilina 38, Caesar Bel. Civ. 1.7, Tacitus Annales 3, Plutarchos Pompeius 22)

### I. e. 67 Leges Gabiniae
Aulus Gabinus néptribunus által beterjesztett törvények:
Lex Gabina de piratis persequendis
Ez a törvény a tengerpart 50 mérföldes sávjában, valamint a Földközi-tengeren imperium maiussal ruházta fel Pompeius Magnust, és rábízta a tengeri kereskedelmet már hosszú idő óta veszélyeztető kalózok elleni hadműveletek vezetését. (Plutarchos Pompeius 25-26, Cassius Dio 36.23-27)
Lex Gabinia de versura
A törvény megtiltotta, hogy római polgárok idegeneknek pénzt adjanak kölcsön, valamint elrendelte, hogy a praetorok ilyen tiltott kölcsönökből keletkező perekben érvényesnek ismerjék el az adós fizetési kötelezettségét. (Cicero Att. 5, 21.12)
Lex Gabina de senatu legatis dano
A törvény elrendelte, hogy a szenátusnak februárban elsődleges feladata legyen az idegen követek kihallgatása, melynek nyilvánvaló célja az volt, hogy a comitiák megtartását ezzel márciusra tolja el.

### I. e. 67 Leges Corneliae
Caius Cornelius Dolabella néptribunus által beterjesztett törvénycsomag.
Rogatio Cornelia de expensa
A törvény megtiltotta volna, hogy római polgárok pénzt kölcsönözhessenek idegen népek követeinek, ám ezt a népgyűlés nem fogadta el. Később az ugyanezzel a témával foglalkozó lex Gabina de versura-t viszont igen.(Asc. 51)
Rogatio Cornelia de ambitu
A választási megvesztegetéseket büntető törvény, melyet azonban nem ment át a népgyűlésen. Enyhébb alakban az ugyanebben az évben előterjesztett lex Acilia et Calpurnia ambitu fogalmazza meg újra.
Lex Corenlia de solutione a legibus
Első megfogalmazásban a szenátust meg akarta fosztani a törvények előli felmentés jogától, ám csak azzal a módosítással ment keresztül, hogy a szenátus ne menthessen fel senkit a törvények köteléke alól, ha a szavazáskor nincs jelen legalább 200 szenátor. (quint. 10.5.12)
Lex Cornelia de edicto praetorio
Ez a törvény kötelezte a praetorokor az edictumukban leírt performák betartására.
(Cassius Dio 36.40)

### I. e. 67 Lex Acilia et Calpurnia ambitu
Caius Calpurnius Piso és Manius Acilius Glabrio consulok által beterjesztett törvény, mely kimondta, hogy a szenátusból való végleges kizárással, a magisztrátusi hivatalok megpályázásától való eltiltással valamint pénzbírsággal lehet büntetni azokat, akik választási csalást illetve vesztegetést követnek el. (Cicero mur. 97, Cassius Dio 36.38-40)

### I. e. 67 Lex Roscia theatralis
Lucius Roscius Otho néptribunus nevéhez fűződő törvényjavaslat, mely a közösségi látványosságokon a szenátorok mellett az ordo equester tagjai számára is fenntartotta az első tizennégy sor ülőhelyeit (in quatuordecim gradibus sive ordinibus). (Cassius dio 36.40)

### I. e. 67 Lex Manilia de libertinorum suffragiis
Manilius néptribunus által beterjesztett törvény, mely lehetővé tette, hogy a felszabadított rabszolgákat abba a tribusba sorolják be, ahová felszabadítójuk is tartozik. A szenátus egy évvel később hatálytalanította ezt a törvényt. (Cassius Dio 36.42)

### I. e. 66 Lex Manlia de imperio Cnaeus Pompeius
Caius Manilius néptribunus törvénye, mely Cnaeus Pompeius Magnusnak adta át a Mithridates elleni háború parancsnoki tisztét, valamint Kis-Ázsiára is kiterjedő imperiummal is felruházta. (Cicero Leg. Man.1-71, Cassius Dio 36.42-43, Plutachos Pompeius 30, Lucullus 35)

### I. e. 65 Lex Papia de peregrinis
Caius Papius néptribunus nevéhez fűződő törvény, mely korlátozta az idegenek Rómában való letelepedését. (Cassius Dio 37.9)

### I. e. 63 Lex Ampia Labiena de trimphalibus ornamentis Cnaeus Pompeius
Titus Ampius és Titus Labienus néptribunus törvényjavaslata, mely speciális kitüntetéseket, kiváltságokat engedélyezett a keletről visszatérő Pompeius Magnus részére, beleértve a triumphusi öltözet viselését is. (Cassius dio 37.21)

### I. e. 63 Rogatio Servilia agraria
Publius Servillius Rullus néptribunus által beterjesztett, és Caius Antonius Hybrida consul által is támogatott agrártörvény, mely nagyarányú földosztást tett volna lehetővé, beleértve Campania földjeit, és Cnaeus Pompeius Magnus által meghódított keleti területek egy részét is. Törvényerőre emelését Marcus Tullius Cicero consul ellenállása sikeresen megakadályozta. (Leg, Agr. 1-3, Plin. Nat. Hist. 7, 8, Cassius Dio 37.25)

### I. e. 63 Lex Tullia de ambitu
Marcus Tullius Cicero megvesztegetés elleni törvénye, melynek célpontja elsősorban Lucius Sergilius Catilina volt. (Cicero Va. 15, 37, Cassius Dio 37.29)

### I. e. 62 Lex Licinia et Iunia
Lucius Licinius Murena és Decimus Iunius Silanus consulok által beterjesztett törvény, mely a hamisítás megelőzése céljából elrendelte, hogy az új törvényeket tanuk jelenlétében helyezzék el az aerariumban. (Cicero pro Sestio 64, Phil. V.3)

### I. e. 62 Lex Porcia frumentaria
Marcus Porcius Cato néptribunus által a szenátus elé beterjesztett javaslat, mely csökkentette a nép között kiosztott gabona árát. Ennek költsége a kincstár számára elérte az 1250 talentum értéket. (Plutarchos Cato Minor 31, Caesar 8)

### I. e. 62 Lex Maria et Porcia
Marcius Porcius Cato és Lucius Marius néptribunusok törvényjavaslata, mely rögzítette az azon parancsnokra kiszabott pénzbüntetést, akik hamis információt szolgáltattak a valamely háború vagy csata idején elesett katonák számáról, valamint lefektették annak szabályait, hogy egy parancsnok mikor tarthat triumphust. (Val. Max. 2.8.1)

### I. e. 62 Rogatio Caecilia de Pompeia
Quintus Caecilius Metellus Nepos törvényjavaslata, melyben arra utasította a még mindig keleten tartózkodó Cnaeus Pompeius Magnust, hogy légióival térjen vissza Itáliába, és verje szét a Catilina-féle felkelést. A törvény lényegében a Sulláéhoz hasonló diktátori jogkörökkel ruházta volna fel Pompeiust, így Marcus Porcius Cato és Minucius Thermus néptribunusok megvétózták. (Plutarchos Cato Minor 26-29)

### I. e. 61 Rogatio Aufidia de ambitu
Egy Aufidia nevű néptribunus által előterjesztett, ám el nem fogadott törvény, mely a választási megvesztegetést büntette volna, de csupán akkor, ha valaki valóban elkövette a megvesztegetést, nem csupán javaslatot tett rá.. (Cicero ad Att. I.16)

### I. e. 61 Lex Fufia de religione
A törvény questio extraordinaria felállítását rendelte el Publius Clodius Pulcher ellen, amiért az Bona Dea ünnepén, női ruhában, a vallás tilalma ellenére, a Iulius Caesar házában összegyűlt asszonyok szertartását megzavarta.

### I. e. 60 Rogatio Flavia agraria
Lucius Flavius néptribunus törvényjavaslata, mely elfogadása esetén lehetővé tette volna, hogy földet osszanak szét Pompeius veteránjai között. Caecilius Metellust rövid időre be is börtönözték a törvény elfogadása ellen való fellépése miatt, de a javaslat törvényerőre emelése így sem sikerült. (Cicero ad Att. I.18, 19, Cassius Dio 37.50)

### I. e. 60 Lex Caecilia de portiis seu de vectigalibus
Caecilius Metellus Nepos praetor által beterjesztett törvény, mely megszüntette a behozott árukra kivetett vámokat. (Cassius Dio 37.51)

### I. e. 59 Lex Fufia iudicaria
Quintus Fufius Calenus praetor nevéhez fűződő törvény, mely kimondta, hogy a bírósági tárgyalások során a lex Aurelia iudicaria által meghatározott módon a bíróként egyenlő arányban részt vevő szenátorok, lovagok és a tribuni aerarii tagjai külön urnákba adják le szavazataikat, hogy a titkos szavazás miatt a későbbiekben nem kenhessék a másikra a döntés kimenetelét. Így a nép egyénileg nem ismerhette meg döntésüket, ám az nyilvánvalóvá vált, hogy melyik rend milyen módon szavazott. (Cassius Dio 38.8)

### I. e. 59 Leges Iuliae
Iulius Caesar consulként beterjesztett törvényei, melyet az első triumviratust alkotó szövetségesei, Gnaeus Pompeius Magnus és Marcus Licinius Crassus is támogattak:
Lex Iulia agraria
A campaniai ager publicusnak a plebs közötti szétosztását elrendelő törvény, melyet a comitia tributa a leges Corneliae ellenében a szenátus beleegyezése nélkül fogadott el. (Cicero Vat. 21-23, Plutarchos Cato Minor 32, Caesar 14, Pompeius 48)
Lex Iulia de actis Cn. Pompei confirmandis
A törvény ratifikálta Pompeius Magnus keleti hódításai idején kiépített provinciarendszerét, és a szövetségessé tett klienskirályságokkal megkötött szerződéseit, valamint az általa alapított veteránkolóniákat is. (Plutarchos Pompeius 48, Cassius Dio 38.7, Strabo 12.558)
Lex Iulia de publicanis
A Mithridates háború után gazdaságilag kimerült keleti provinciákban elengedte a publicanusoknak kikötött adóbérleti összegek egyharmadát. (Cicero Att. 2, 16)
Lex Iulia de rege Alexandrino
A törvény Ptolemaios Auletes egyiptomi királyt a római nép barátjának és szövetségesének nyilvánítja.
Lex Iulia de repetundis
100 fejezetben részletesen felsorolja a hivatalos hatalommal való visszaéléseket, a zsarolás fajtáit, és ezek ellen szigorú büntetéseket szab ki.

### I. e. 59 Lex Vatinia
Publius Vatinius néptribunus által beterjesztett törvény, mely Caius Iulius Caesart nevezi ki öt évre Gallia Cisalpina és Illyricum provinciák kormányzójának. Röviddel később egy senatus consultum hatatározata alapján Gallia Transalpina is Caesar kormányzói hatalma alá került.
(Plutarchos Caesar 14, Suetonius Caesar 22, Cassius Dio 38.8)

### I. e. 59 Lex Vatinia de colonia Comum decudenda
Publius Vatinius néptribunus nevéhez fűződő törvény, mely megadta a polgárjogot Novum Comum lakosainak. (Suetonius Caesar 22, 28)

### I. e. 59 Lex Vatinia de alteris conciliis reiciendis
Publius Vatinius néptribunus által beterjesztett törvény, mely a bírósági eljárások során lehetővé tette, hogy a vád és a védelem egymást felváltva bizonyos számú bírót kizárjon az ítélethozatalra kiválasztottak közül. (Cicero Vat. XI.27)

### I. e. 59 Lex Curiata de adoptione
A comitia curiata által elfogadott törvény, mely lehetővé tette, hogy a patrícius Publius Clodiust egy plebeius fogadja örökbe, és így megválaszthatóvá váljon néptribunusnak. (Plutarchos Caesar 14, Suetonius Caesar 20, Cassius Dio 38.12, 39.11)

### I. e. 58 Leges Clodiae
Publius Clodius néptribunus által beterjesztett törvények:
Lex Clodia de auspiciis (de iure et tempore legum ferendarum)
Eltörölte az ie. 150-ben hozott lex Aelia et Fufia rendeleteit, mely eleddig lehetővé tette a magisztrátusok számára, hogy érvénytelenné nyilvánítsák a comitiák határozatait rossz ómenekre hivatkozva. Cicero Red. Sen. 11, Cassius Dio 38.13)
Lex Clodia de frumentaria:
Ez a törvény teljesen ingyenessé tette a római polgároknak járó, eleddig is nyomott árú gabonaosztást. (Cicero Dom. 25, Cassius Dio 38.13)
Lex Clodia de sodalitatibus v. de collegiis
Visszaállította a kollégiumokat és más társulásokat korábbi jogaikba. (Cassius Dio 38.13)
Lex Clodia de censoribus
Korlátozta a censorok azon hatalmát, mely által joguk volt a szenátusi jegyzék felülvizsgálására és bizonyos személyek kizárására. A censorok ettől kezdve csak olyan személyt zárhattak ki a szenátusból, akit valaki bevádolt előttük valamint mindketten egyetértettek az eltávolításában. Hat év múlva törvényt Metellus Scipio eltörölte. (Cassius Dio 40.57)
Lex Clodia de Provinciis
A törvény előírta, hogy a két consul közül Piso Macedoniát provinciát, míg Gabinius Syriát kapja meg hivatala letétele után. (Plutarchos Cic. 30)
Lex Clodia de rege Ptolemao
Cyprus római provinciává való átszervezését, és Marcus Porcius Cato kormányzóvá való kinevezését elrendelő törvény. Cato kinevezésének oka elsősorban az volt, hogy az obstrukcióiról és kérhelhetetlenségéről ismert politikust eltávolítsák Rómából. (Plutarchos Cato Minor 34, Cassius Dio 38.30, Livius Periochae 103)
Lex Clodia de civibus Romanis interemptis
A törvény elrendelte, hogy akár visszamenőleges hatállyal, bárkit száműzetésre lehet ítélni, aki római polgárt bírósági eljárás nélkül kivégeztetett. Ennek a törvénynek az alapján száműzték Cicero, mivel a Catilina-féle összeesküvés idején a senatus consultum ultimumra hivatkozva végzett ki római polgárokat. (Cicero pro Domo 18, Cassius Dio 38.14)

### I. e. 57 Lex Cornelia et Caecilia de Cn. Pompeius
Publis Cornelius Lentulus Spinther és Quintus Caecilius Metellus Nepos consulok által előterjesztett törvény, mely különleges hatalommal ruházta fel Pompeiust öt évre, hogy felügyelje a gabonaosztást. (Cicero ad Att., IV. 1, Cassius Dio 39.9, Plutarchos Pompeius 49)

### I. e. 55 Lex Licinia de sodaliciis
Marcus Licinius Crassus consul választási megvesztegetés ellenes törvénye, mely speciálisan azokra az esetekre vonatkozott, mikor valaki ügynököket (sodales) bérelt fel, hogy azok a tribusok kisebb részeinek szavazatait ellenőrizzék. (Cassius Dio 39.37)

### I. e. 55 Lex Trebonia de provinciis consularibus
Caius Tribonius néptribunus törvénye, mely  ötéves  kormányzói imperiumot ruházott az év consuljaira. Cnaeus Pompeius Magnus Hispániát, Marcus Licinius Crassus pedig Syriát kapta meg erre az időre. (Plutarchos Cato Minor 43, Pompeius 52, Crassus 15-16, Cassius Dio 39.33-35)

### I. e. 55 Lex Pompeia et Licinia de provincia C. Iulii Caesaris
Cnaeus Pompeius Magnus és Marcus Licinius Crassus consulok nevéhez fűződő törvény, mely újabb  ötéves  periódussal hosszabbította meg Caesart kormányzói imperiumát. (Caesar Bel. Civ. 8.53, Plutarchos Cato Minor 43, Pompeius 52, Crassus 15, Cassius Dio 39.36)

### I. e. 55 Lex Pompeia de parricidis
Cnaeus Pompeius Magnus consul által beterjesztett törvény az apagyilkosságra vonatkozóan. (Justinianus Institutiones 4.18)

### I. e. 54 Decretum de tacito iudico
Marcius Porcius Cato praetorként kikényszerített választási vesztegetések elleni törvénye. Ez rendelet felszólította a hivatalba lépő tisztviselőket, hogy eskü alatt beszámoljanak a bíróság előtt megválasztásuk körülményeiről, még akkor is, ha nem emeltek vádat ellenük.

### I. e. 52 Senatus consulta de Pompei legato
Ez a szenátusi határozat felhatalmazta Pompeius Magnust, hogy csapatokat toborozzon a Clodius és Milo csapatai közötti bandaháború megfékezésére. (Cicero Milo 67, 70, Cassius Dio 40.50, Caesar Bel. Civ. 7.1)

### I. e. 52 Senatus consulta de Pompei solus consulibus
Pompeius egyedüli consullá való jelölését kimondó szenátusi határozat. (Suaetonius Caesar 26, Cassius Dio 40.50)

### I. e. 52 Leges Pompeiae
Cnaeus Pompeius Magnus consulsága idején elfogadott törvényei:
Lex Pompeia de iudicaria
Speciális bíróságot állíttatott fel a zavargásokban részvevők és erőszakos cselekményeket elkövetők elítéléséhez. (Cicero Mil. 13, 15, 21-22, 31, 79)
Lex Pompeia de ambitu
Felállított egy bíróságot a választási vesztegetések, akár visszamenőleges hatályú kivizsgálására. (Cicero Milo 65-67, Caesar Bel. Civ. 3.1, Cassius Dio 40.52)
Lex Pompeia de provinciis
Ez a törvény kimondta, hogy egy magisztrátus hivatalának letétele után öt évnek kell eltelnie, mielőtt megkapná egy provincia kormányzói tisztét. (Cassius Dio 40.56)
Lex Pompeia de iure magistratuum
Megtiltotta, hogy valaki in absentia jelöltethesse magát a magisztrátusi választásokon, ám a törvény kiegészítésében Caesart felmentette a törvény hatálya alól a következő consuli hivatalának megpályázása idejére. A kifüggesztett törvénytáblára a kiegészítés azonban nem került fel, így a Casarra vonatkozó rész nem lépett hatályba (Plutachos Pompeius 56, Cassius Dio 40.56)

### I. e. 52 Lex decemtribunus de Caesaris abesentiis
A tíz néptribunus által beterjesztett és támogatott törvény, mely lehetővé tette volna Caesar számára, hogy in absentina induljon a consulválasztáson. (Caesar Bel. civ. 1.9, Suetonius Caesar 26, Cassius Dio 40.51)

### I. e. 52 Lex Caecilia abrogatio Clodia de censoribus
Quintus Caecilius Metellus Pius Scipio Nasica consul nevéhez fűződő törvény, mely hatálytalanította a Lex Clodia de censoribus-t, azaz visszaállította a censorok korábbi hivatali hatalmát. (Cassius Dio 40.57)

### I. e. 51 Rogatio Caludia de provinciis
Marcus Claudius Marcellus consul által beterjesztett törvény, mely új kormányzót jelölt ki a galliai provinciák élére, és ilyenmódon rá akarta kényszeríteni Caesart, hogy letegye imperiumát és visszatérjen Rómába. (Caesar Bel. Civ. 7.1, Plutarchos Caesar 29, Cassius Dio 40.59)

### I. e. 52 Senatus consulta de senatus auctoritates
Valószínűleg Caius Claudius Marcellus consul által beterjesztett senatus consultumok.
1. Cnaeus Pompeius Magnus egyetértélésvel március 1-jei hatállyal visszahívták volna Caesart a provinciáiból. Curio a beterjesztést megvétózta.
2. Megvétózott indítvány, mely törvénybe iktatta volna, hogy amennyiben egy néptribunus megakadályozza egy senatusi határozat vagy egy népgyűlés elé kerülő törvény törvényerőre emelését, az a Köztársaság ellen cselekszik.
3. Megvétózott indítvány, mely kimondta volna, hogy amennyiben Caesar valamely galliai veteránja le akar szerelni, akkok igényét a szenátusnak is meg kell vizsgálnia.

### I. e. 50 Rogatio scribonia de intercalando
Caius Scribonius Curio néptribunus által Caesar javára beterjesztett törvény, mely egy további hónapot iktatott volna be a naptárba, hogy ilyen módon meghosszabbítsa Caesar gallia imperiumát. (Cicero Fam. 8.6, Cassius dio 40.62)

### I. e. 50 Leges (rogatiae) Scriboniae
Caius Scribonius Curio néptribunus által beterjesztett törvénycsomag:
Lex Scribonia viaria: A törvény  ötéves  időintervallumra megbízott curatorot jelölt volna ki saját személyében az utak állapotának, javításának és építésének felülvizsgálatára.
Lex Scribonia de itineribus: A provinciák érdekében korlátozta volna a szenátorok utazásai alkalmával a fényűzést. (Cicero Att. 6, 22)
Lex Scribonia agraria: Előterjesztés Juba, numidiai király földjeinek szétosztására a római plebs között, vagy pedig előterjesztés az ager Campnus felosztásáról.
Lex Scribonia alimentaria: Javaslat arra, hogy az aedilisek kötelessége legyen a piaci mértékek ellenőrzése.

### I. e. 50 Rogatio Claudia
Caius Claudius Marcellus consul márciusban tett előtejesztée, melyben november 13-ai dátumban szabta volna meg Caesar kormányzói imperiumának végét, és Rómába való visszahívását. Cnaeus Pompeius Magnus támogatta a javaslatot, ám Caius Scribonius Curio fellépése és vétója megakadályozta törvényerőre emelését. (Cicero Att. 7.1, Caesar Bel. civ. 8.53)

### I. e. 50 Rogatio Scribonia de Pompeis et Caesaris
Caius Scribonius Curio törvényjavaslata, mely arra kényszerített volna Pompeius Magnust, hogy Caesarral egyidőben tegye le imperiumát és lépjen vissza légióinak parancsnoki tisztjétől. (Livius Periochae 109, Plutarchos Caesar 30, Appianus Bel. Civ. 2.27)

### I. e. 50 Decretum de legionis Syria
Augusztusban elfogadott szenátusi határozat, mely Caesart és Pompeiust arra utasította, hogy küldjenek egy-egy légiót Szíriába a keleti határok védelmére. Végül mindkét légiót Caesartól vették el, mivel Pompeius arra hivatkozott, hogy az egyiket még ő adta költsön Caesarnak a Gallok elleni háború idején. végül az átadott két légió közül egyik sem utazott el Syriába, helyette Itáliában maradtak Pompeius parancsnoksága alatt. (Caesar Bel. civ. 8.54-55, Plutarchos Caesar 29, Pompeius 56-57, Cassius Dio 40.65-66)

### I. e. 50 Rogatio Antonia(?)
December 1-jén Marcus Antonius néptribunus újra beterjesztette Scribonius azon javaslatát, mely arra szólította fel Pompeiust és Caesart, hogy egyszerre tegyék le imperiumukat és hadseregük parancsnoki posztját. A szenátus a javaslatot elsöprő többséggel támogatta, ám Quintus Caecilius Metellus Scipio és Lucius Cornelius Lentulus Crus consulok megakadályozták törvényerőre emelését. (Plutarchos Cato Minor 51, Caesar 30, Ponmpeius 58, Cassius Dio 40.62)

### I. e. 50 Edictum Aemilia et Claudia
December 2-án Lucius Aemilius Paullus Lepidus és Caius Claudius Marcellus consulok szenátusi felhatalmazás nélkül Pompeius Magnust nevezték ki a Caesar elleni háborúban a köztársasági hadsereg főparancsnoki tisztére. Ez azon hamis híresztelésekm miatt történt, melyek szerint Caesar már átkelt az Alpokon légióival. (Plutarchos Pompeius 59, Cassius Dio 40.64)

### I. e. 50 Rogatio Iulia
Caius Iulius Caesar utolsó törvényes próbálkozása a kialakult helyzet megoldására (december 9.). Ebben javasolta, hogy csupán két légiót tart meg seregeiből, valamint csak Illíria és Gallia proconsuli rangú kormányzói címére tart igényt. A következő évben consuli hivatal megpályázását is feltételként szabta meg. Pompeius elfogadta volna a javaslatot, ám a consulok elutasították. (Suetonius Caesar 43, Appianus Bel. Civ. 2.32)

### I. e. 49 Senatus consulta ultimum
Ez a szenátusi határozat utasította a consulokat és Pompeius Magnust, hogy védjék meg az államot, valamint azt követelte Caesartól, hogy azonnal bocsássa el légióit, különben a Köztársaság ellenségének nyilvánítják (január 1.). Caesar elutasította a követeléseket, és helyette serege élén átlépte a Rubico jelképezte határt (január 10). (Cassius Dio 41.3, Caesar Bel. Civ. 1.5, Livius Periochae 109, Appianus Bel. Civ. 2.33)

### I. e. 49 Lex Iulia de pecuniis mutuis et de bonis credendis
Caius Iulius Caesar dictátorrá választása után hozott törvénye, mely a gazdaság helyreállítása és a hitelválság csökkentése érdekében kimondta, hogy a tőkéből le kell vonni a már visszafizetett kamatok összegét, valamint elrendelte hogy a hitelezők adósságtörlesztésként kötelezők elfogadni az adós földbirtokait is, mégpedig a polgárháborúk előtti értéken. Továbbá a gazdaság élénkítése érdekében törvénybe iktatta, hogy egy bizonyos összegnél senki sem tarthat magánál több készpénzt. (Appianus Bel. Civ. 2.40, Cassius Dio 41.37, Plutarchos Caesaer 37)

### I. e. 4 9 Lex Roscia de civitate Transpandanis danda
Roscius néptribunus által Caesar támogatásával beterjesztett törvény, mely római polgárjoggal ruházta fel Gallia Cisalpnia lakóit. (tabulae Heracleenses, Cicero ad Fam. 6.18)

### I. e. 47 Rogatio Cornelia de novis tabellis
Publis Cornelius Dolabella néptribunus és a Caesar által magister equitummá kinevezett Marcus Antonius törvényjavaslata, mellyel teljesen eltörölték volna az adósságokat, hogy saját tartozásaiktól is megszabaduljanak. A javaslat nem emelkedett törvényerőre, viszont véres zavargásokat robbantott ki a plebs körében, mely során hozzávetőleg 800-an haltak meg. (Cassius Dio 42.29, 42.32, Plutarchos Antonius 9)

### I. e. 46 Lex Hirtia de Pompeianis
Aulus Hirtius praetor által beterjesztett törvény, mely megtiltotta a Pompeianusok számára, hogy magisztrátusi hivatalra pályázzanak. (Cicero Phil. 13,16)

### I. e. 46 Lex Cassia
Caius Cassius Longinus praetor(?) által beterjesztett törvény, mely lehetővé tette Caius Iulius Caesarnak, hogy plebeius családok tagjait a patríciusok közé emelje. (Tacitus Annales 11.25, Cassius Dio 43.47)

### I. e. 46-45 Leges Iuliae
Caius Iulius Caesar ie. 46-ban és 45-ben benyújtott törvényei.
Lex Iulia de modo credendi possidendique intra Italiam
Caius Iulius Caesar diktárként hozott törvénye, mely elrendelte, hogy a vagyonosok tőkejük egy részét itáliai földbirtokba kell fektetniük, valamint korlátozta a birtokok adóssággal való megterhelését.
Lex Iulia de provinciis
A propaetorok provinciai kormányzóságát egy, míg a proconsulokét két évben maximalizálta, és megtiltotta, hogy bárki ennél hosszabb ideig viselje kormányzói hivatalát. (Cassius Dio 43.25)
Lex Iulia sumptuaria
Fényűzés elleni törvény, mellyel korlátozták a lakomákon, ünnepségeken stb… szórakozásra fordítható összeg nagyságát. (Cassius Dio 43.25, Suaetonius Caesar 43)
Lex Iulia de calendari
Caesar naptárreformrja, melyben a hónapokat egyiptomi asztrológusok számításaira alapozva pontosabban hozzáigazította az évszakok váltakozásához. (Suetonius Caesar 40, Cassius Dio 43.26, Plutarchos Caesar 59)
Lex Iulia de vi
A büntetendő erőszakos államellenes cselekmények körét kibővítő törvény, mely a vis publica fogalmi körébe vonta a fegyveres erőszak, a durva erőszakoskodás, az izgatás és a lázítás bizonyos fajtáit is.
Lex Iulia de iudiciis privatis
Bizonyos elavult leges actiok, azaz performulák használatának korlátozására vonatkozó törvény.
Lex Iulia de sacerdotiis
A törvény az augurok és a pontifexek, valamint a XV-viri sacrorum létszámát 16-ra emelte.
Lex Iulia de XVI praetoribus et de XL quaestoribus
Ez a törvény a praetorok számát 16-ra, míg a quaestorokét 40-re növelte. (Cassius Dio 43.49-50)
Lex Iulia municipialis
Az itáliai municipiumok és colóniák közigazgatását és rendjét szabályozó törvény. (tabulae Heracleenses)

### I. e. 45-43 Lex Rubria de Gallia Cisalpina
Caius Iulius Caesar javaslatára beterjesztett törvény, mely Itália részévé tette Gallia Cisalpinát, és római polgárjogot adományozott az ott élőknek. (Parmai bronztábla)

### I. e. 44 Lex antonia de permutatione Provinciae
Marcus Antonius consul, Caesar halála után beterjesztett törvénye, mely Antoniusnak adta át a korábban Decimus Brutusnak fenntartott provinciákat, azaz Macedoniát, Gallia Cislapinát és Gallia Transalpinát. (Appianus Bel. Civ. 3.27)

### I. e. 44 Leges Antoniae
Marcus Antonius consul által Caesar halála után beterjesztett beterjesztett törvények, melyeket arra hivatkozva fogadtatott el, hogy állítólag Caesar iratai között, mint tervezetekre talált rájuk.
Lex Antonia de Siculus
Caesar eredetileg a szicíliaiaknak a ius Latinit akarta megadni, Antonius viszont a teljes római polgárjoggal ruházta fel őket.
Lex Antonia de rege Deiotaro
Deiotarus ügyét Caesar már nem tudta kivizsgálni, Antonius viszont, feltehetően megvesztegetés hatására, Deiotarust visszahelyezte a jogaiba, amit azzal magyarázott, hogy csupán a Caesar iratai között talált törvényterevzetet terjesztette be.
Lex Antonia de exilibus
Sextus Clodius és más száműzöttek felmentést és visszahívását kimondó törvény.

### I. e. 44 Lex Vibia de dictatura tollenda
Caius Vibius Pansa törvénye, mellyel eltörölte a diktátori hivatalt. (Cassius dio 44.51)

### I. e. 43 Lex Pedia de interfectoribus Caesaris
Quintus Pedius és Caius Iulius Caesar Octavianus consulok által beterjesztett törvény, mely quaestio extraordinariát hívott össze Caesar gyilkosai elítélésére. A bíróság száműzetésre illetve halálra ítélte az összeesküvőket. (Vellius Pat. 2.69, Livius Periochae 120)

### I. e. 43 Lex Titia triumviri rei publicae constituendae consulari potestate
Publius Titius néptribunus által beterjesztett törvény, mely szentesítette a Marcus Antonius, Caius Iulius Caesar Octavianus, valamint a Marcus Aemilius Lepidus által formált triumvirátust, valamint öt évre rendkívüli hatalommal ruházta fel őket. (Livius Perochae 120, Cassius Dio 46.50-56, Plutarchos Antonius 18-21)

### I. e. 40 Lex Falcidia de legatis
A XII. táblás törvények a végrendelkezésben teljes szabadságot, és korlátlan hagyományozást tettek lehetővé, amit a később hozott törvények némileg már szabályoztak. A lex Falcidia például hogy a hagyaték összegét meghaladó hagyományozást érvénytelennek nyilvánította.